# Tirailleurs sénégalais
Les tirailleurs sénégalais sont un corps de militaires appartenant aux troupes coloniales constitué au sein de l'Empire colonial français en 1857, principal élément de la « Force noire » ou de l'« Armée Noire » et dissous au début des années 1960. Bien que le recrutement de tirailleurs ne se soit pas limité au Sénégal (c'est dans ce pays que s'est formé en 1857 le premier régiment de tirailleurs africains), ces unités d'infanterie vont rapidement désigner l'ensemble des soldats africains d'Afrique subsaharienne qui se battent sous le drapeau français et qui se différencient ainsi des unités d'Afrique du Nord, tels les tirailleurs algériens.
En 1895, ils participent à la conquête de Madagascar, et de 1895 à 1905, ils sont employés à la « pacification » de ce pays.
En Afrique française du Nord (AFN) et surtout au Maroc, des unités de l'armée coloniale, européennes ou africaines (douze bataillons), servaient dans le cadre de la « pacification ».
Lors de la Première Guerre mondiale, ce sont environ 200 000 « Sénégalais » de l'Afrique-Occidentale française (AOF) qui se battent sous le drapeau français, dont plus de 135 000 en Europe. Environ 15 % d'entre eux, soit 30 000 soldats, y ont trouvé la mort et beaucoup sont revenus blessés ou invalides. Jean-Yves Le Naour compte quant à lui 180 000 tirailleurs sénégalais, « dont 130 000 ont combattu en France » et « 30 000 sont morts, ce qui représente un mort pour six mobilisés : c'est à peu de chose près la proportion de décès que l'on observe parmi les poilus français ».
L'armée coloniale envoya en Métropole, dès le 17 septembre 1914, des unités de marche mixtes (Européens et Africains) à raison, pour chaque régiment mixte, d'un bataillon africain pour deux bataillons européens. Ces unités (régiments mixtes d'infanterie coloniale du Maroc - RMICM) renforcèrent en premier lieu la division marocaine et furent engagées au combat dès le 21 septembre à Noyon avec des résultats mitigés. Durant toute la guerre, les troupes levées en Afrique noire transitèrent en AFN où, tout en participant activement à la « pacification », elles s'acclimataient et s'aguerrissaient avant de rejoindre les champs de bataille d'Europe ou d'Asie mineure (Dardanelles). Le général Charles Mangin,, auteur de La Force noire, ouvrage qui fit sensation en 1910, retrouva ces troupes africaines sous ses ordres lors de la reprise du fort de Douaumont en 1916.
Entre 1939 et 1944, ils sont près de 140 000 Africains engagés par la France. Près de 24 000 sont faits prisonniers ou sont tués au combat. Les tirailleurs sénégalais participent entre autres à la bataille de France, à la conquête de l'île d'Elbe en juin 1944 et à la prise de Toulon, à la suite du débarquement de Provence, en août 1944.
Les tirailleurs sénégalais se sont également battus pour l'Empire colonial français, et ont été engagés dans des conflits qui ont opposé la France à ses colonies : en Indochine, en Algérie, à Madagascar. Léopold Sédar Senghor les a surnommés les « Dogues noirs de l’Empire ».

## Les origines des tirailleurs

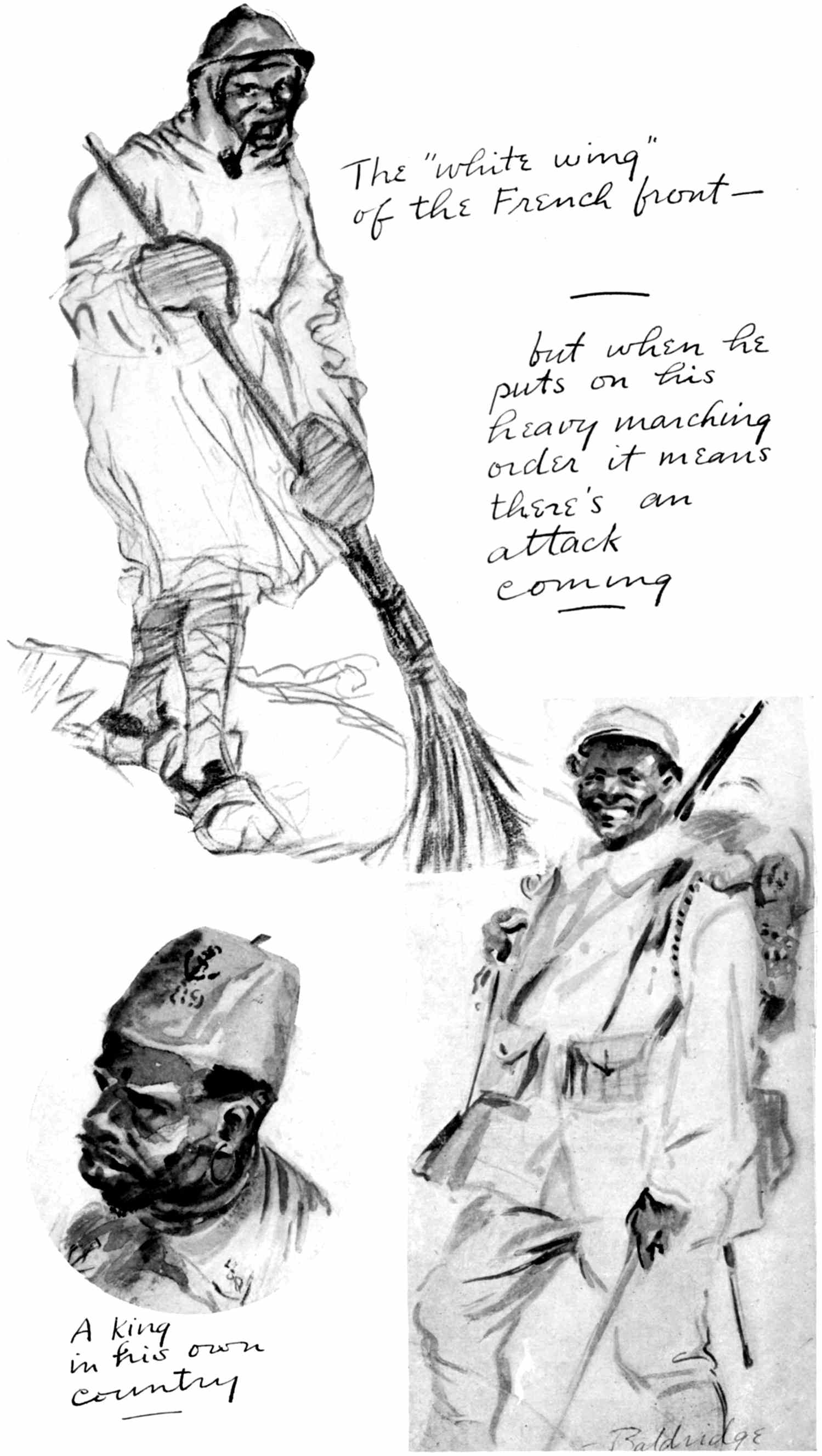
Tirailleurs sénégalais pendant le conflit de 1914-1918.

En 1857, Louis Faidherbe, en manque d'effectifs venus de la France métropolitaine dans les nouveaux territoires d'Afrique, pour faire face aux besoins de maintien de l'ordre de la phase de colonisation, crée le corps des tirailleurs sénégalais. Un décret est signé le 21 juillet 1857 à Plombières-les-Bains par Napoléon III. Jusqu'en 1905, ce corps intègre des esclaves rachetés à leurs maîtres locaux (et lors d'opérations militaires des tirailleurs s'approprient comme « prise de guerre » des femmes elles-mêmes esclaves), puis des prisonniers de guerre ainsi que des volontaires ayant une grande diversité d'origines. Les sous-officiers sont, dans un premier temps, recrutés au sein des chefferies locales. Les officiers sont moins nombreux, proportionnellement que dans le reste de l'armée française (un officier pour 30 hommes chez les tirailleurs, dans les zouaves et dans les « régiments étrangers », contre un pour vingt dans le reste de l'armée).

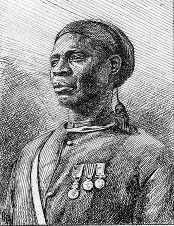
Tirailleur d'origine bambara (Mali) (gravure de 1890).

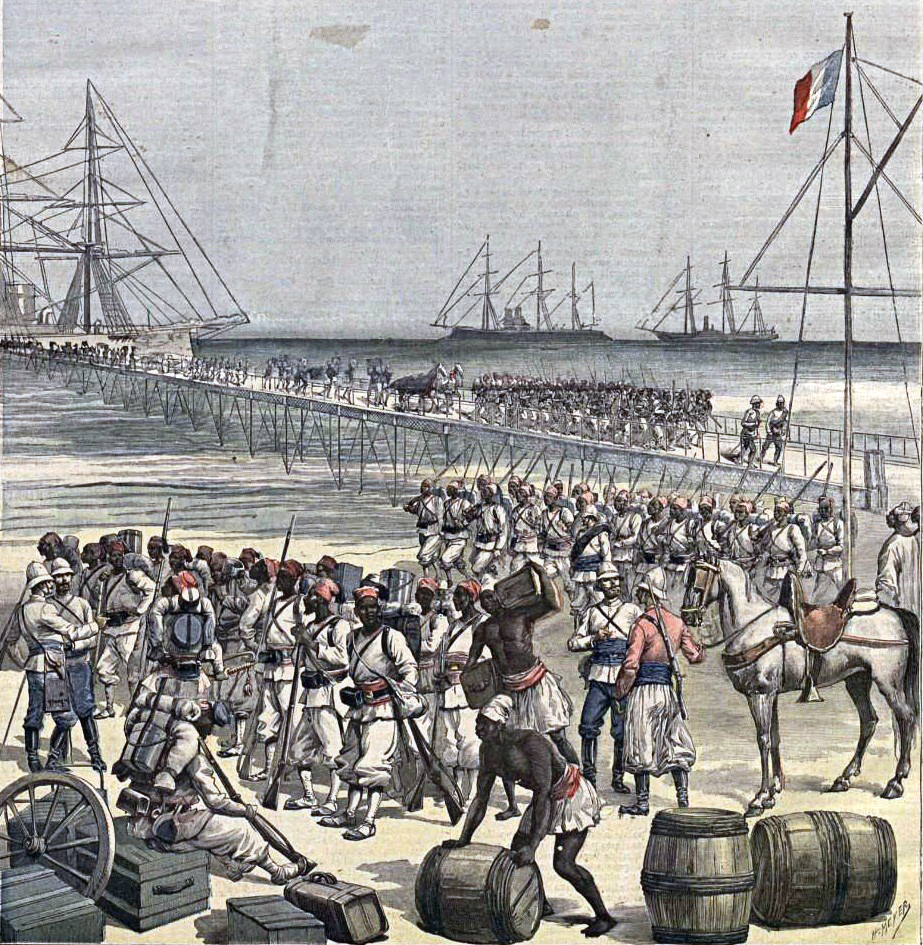
Débarquement à Cotonou de tirailleurs sénégalais en 1892.

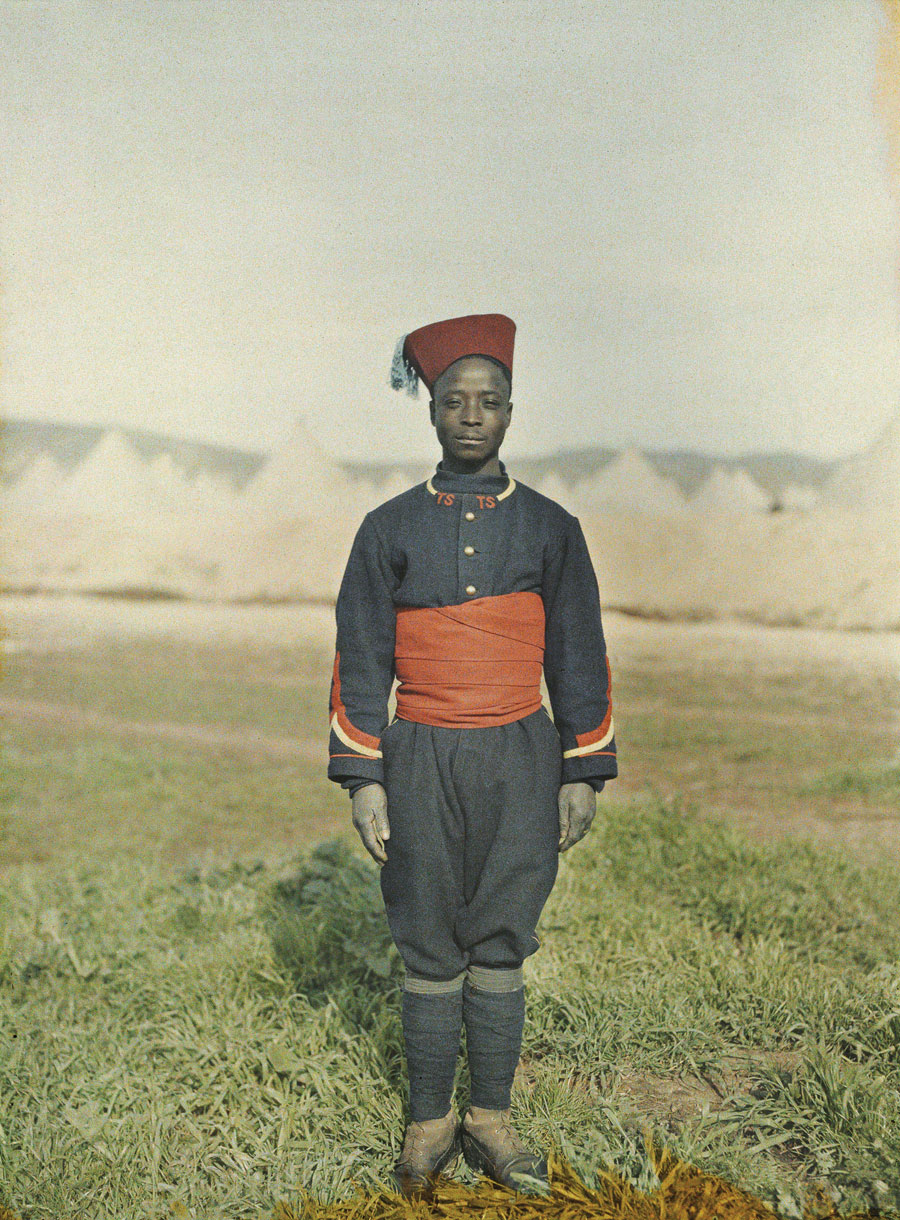
Un tirailleur sénégalais (Fez, 1913), cliché du fonds photographique Albert Kahn.

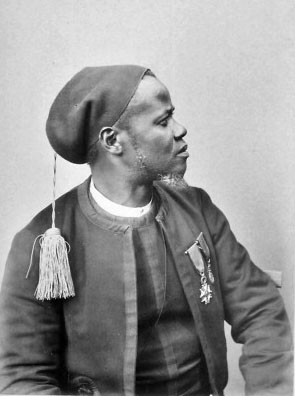
Yora Comba, 38 ans, lieutenant aux tirailleurs sénégalais, originaire de Saint-Louis (exposition universelle de 1889).

Les tirailleurs sénégalais ne sont pas nécessairement Sénégalais, ils sont recrutés dans toute l'Afrique subsaharienne aussi bien en Afrique de l'Est qu'en Afrique centrale  et de l'Ouest. Le terme « sénégalais » leur est donné du fait que le premier régiment de tirailleurs a été créé au Sénégal.
Sur les deux guerres mondiales, le Mali a représenté 24 % des tirailleurs sénégalais. Ensuite vient la Haute-Volta (actuel Burkina Faso), 20 %, puis la Côte d’Ivoire et le Sénégal, 15 % chacun, la Guinée 12 %, le Dahomey (actuel Bénin) 8 % et le Niger 4 %.
Certains Sénégalais, nés Français de « statut civil réservé » dans les Quatre communes du Sénégal, ne sont pas considérés comme tirailleurs. À cause de l'existence du droit musulman incompatible avec la pleine citoyenneté française, dont la pratique de la polygamie, l'administration limita, dans un premier temps, les droits de ces citoyens particuliers. C'est durant la Première Guerre mondiale, sous l'impulsion du député Blaise Diagne que les ressortissants des Quatre communes (Dakar, Gorée, Rufisque et Saint-Louis) sont considérés comme citoyens à part entière et dès lors intégrés dans les régiments métropolitains plutôt que dans ceux de tirailleurs sénégalais.
Jusqu'en juillet 1900, quand fut créé le ministère des Colonies, les troupes africaines dépendaient des troupes de marine (artillerie, infanterie, corps des télégraphistes et des travailleurs) et du ministère de la Marine. À cette date, les troupes de marine devinrent les troupes coloniales, dépendant de l'Armée de terre, dont certains éléments étaient détachés au ministère des Colonies (bureau des Services Militaires) pour servir aux colonies et pour encadrer les troupes indigènes. À cette époque il existait au sein du ministère de la Guerre deux ensembles distincts :
- les troupes métropolitaines comprenant l'armée d'Afrique et ses corps indigènes spécifiques (tirailleurs algériens, tunisiens, marocains, goums, spahis, etc.)
- les troupes coloniales servant principalement dans les colonies et autres possessions ou dépendances ultramarines mais dont des unités étaient également stationnées en Métropole et en Afrique française du nord[11].

Dans la terminologie militaire, les fantassins des troupes de marine, reçoivent le sobriquet de «marsouins»; les artilleurs, celui de «bigors» (leurs canons s'accrochent aux rochers, tels des bigorneaux…).
Entre 1908 et 1914, les tirailleurs sénégalais sont engagés dans la campagne du Maroc et au Maghreb, conformément au projet de Charles Mangin qui est, selon la «manœuvre du perroquet», de soulager le 19e corps d'armée qui peut dès lors être envoyé au front de l'Ouest.

## Première Guerre mondiale

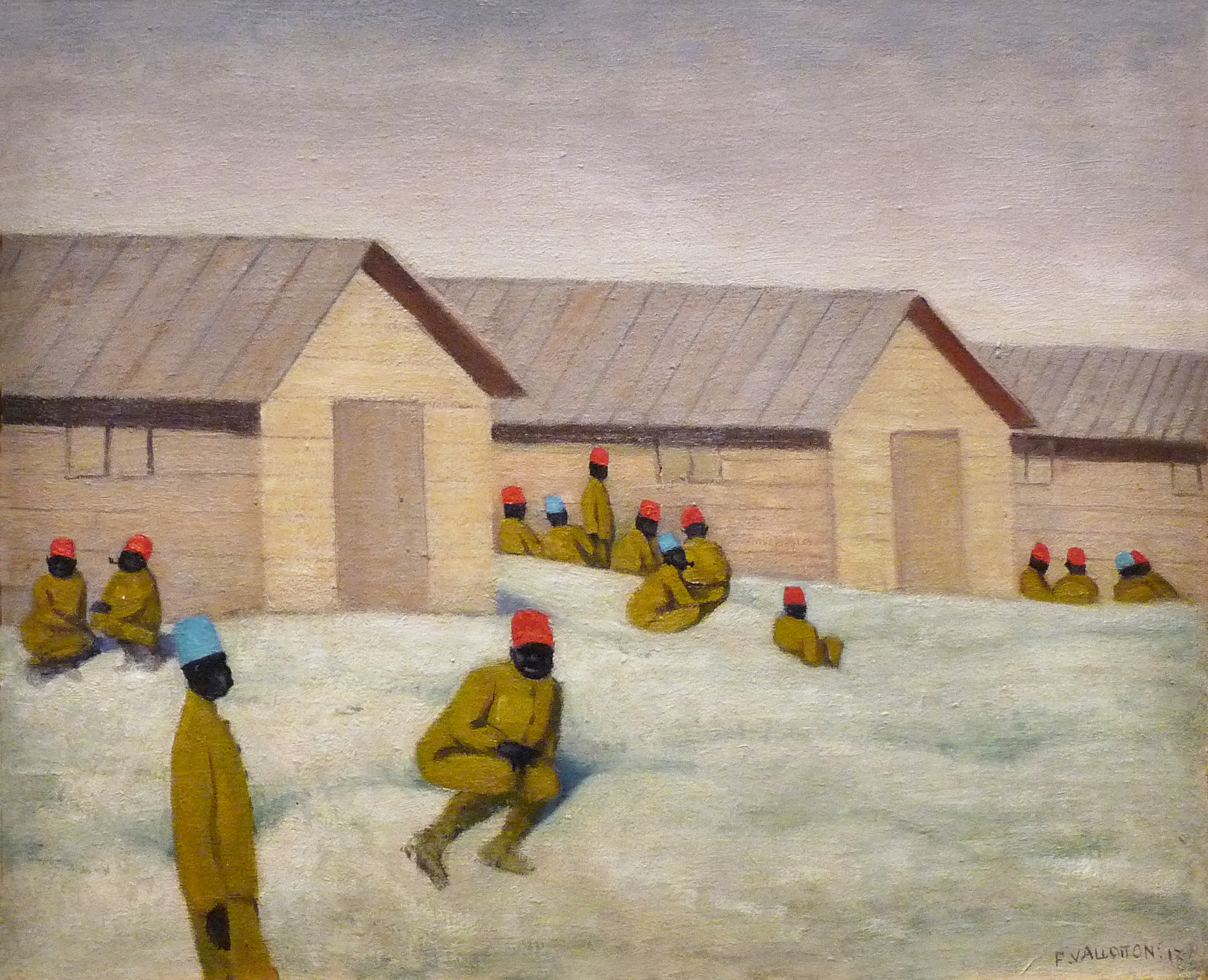
Soldats sénégalais au camp de Mailly, Félix Vallotton, 1917.

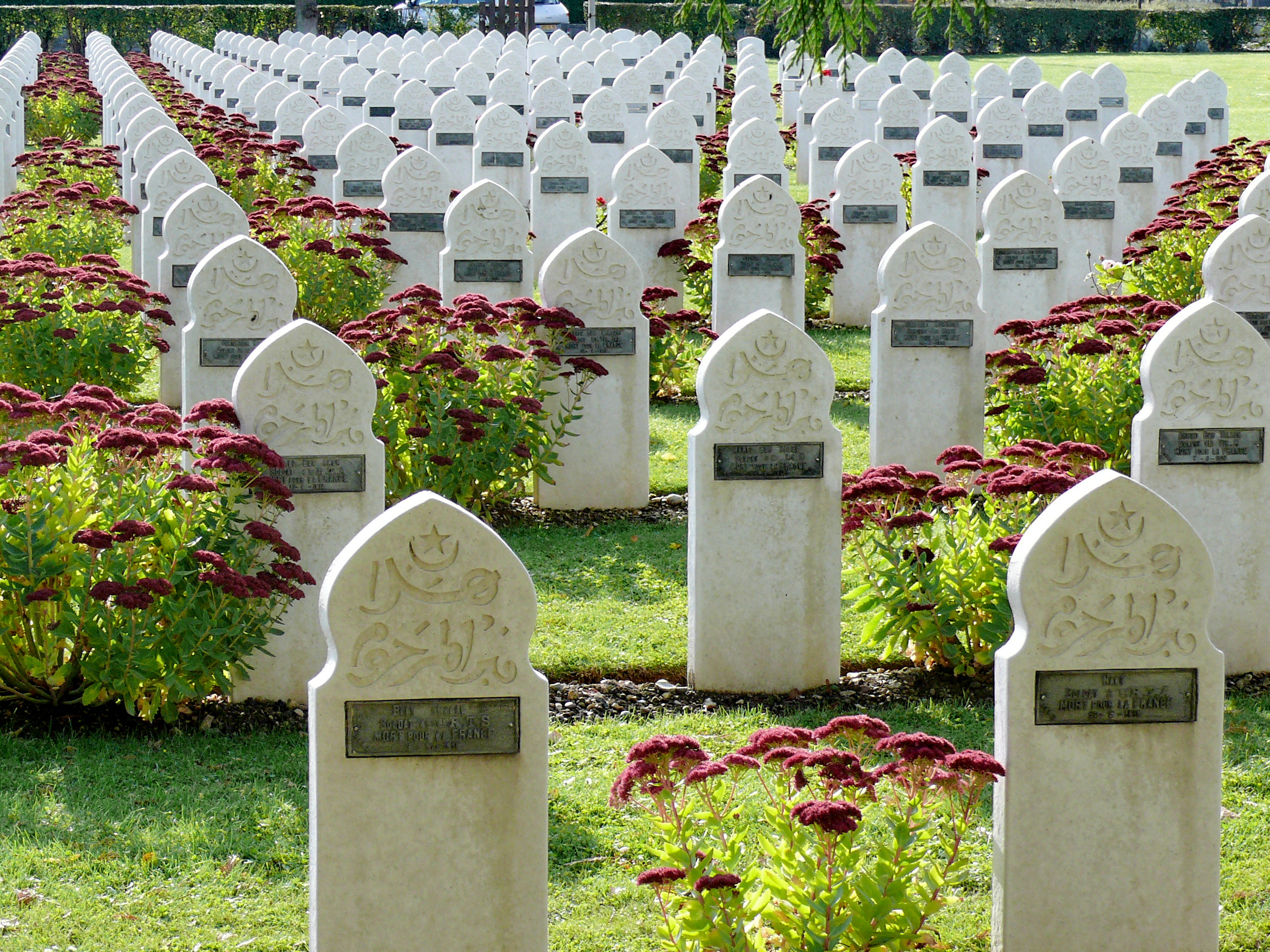
Carré musulman de la nécropole nationale d'Amiens (Saint-Acheul).
Au premier plan, tombe d'un soldat du tombé pendant la Bataille de la Somme.

De nombreux Africains sont également morts sur les champs de bataille français de la Première Guerre mondiale. Jacques Chirac, en tant que président de la République, dans son discours pour le 90e anniversaire de la bataille de Verdun, a évoqué 72 000 combattants de l’ex-Empire français morts entre 1914 et 1918, « fantassins marocains, tirailleurs, d'Indochine (Cochinchine, tirailleurs annamites), marsouins d’infanterie de marine »
En 1910, le colonel Charles Mangin dans son livre La Force noire décrit sa conception de l’armée coloniale, alors même que Jean Jaurès publie de son côté « L’armée nouvelle » où s’exprime le besoin de chercher ailleurs des soldats que les Français ne pouvaient fournir en suffisance en raison d’une baisse de la natalité.
Mort le 10 novembre 1998 à 104 ans, Abdoulaye N'Diaye fut le dernier tirailleur sénégalais de la Première Guerre mondiale.

### Difficultés de recrutement
Le recrutement est fondé sur le décret du 7 février 1912 qui institue le recrutement par voie de réquisition (l'état-civil étant inexistant, il est impossible de procéder par voie de conscription). Il est prévu dans les textes que les « indigènes de race noire du groupe de l'Afrique-Occidentale française peuvent en toutes circonstances être désignés pour continuer leur service en dehors du territoire de la colonie » et précise que « la durée du service actif est de quatre ans ».
Si l'administration coloniale a rapidement proposé plusieurs milliers d’hommes volontaires ou recrutés avec des méthodes proches de celles des siècles précédents hérités de la culture arabo-musulmane (certains auteurs marginaux, car tous ne s'accordent pas sur cet état de fait, comparent ces méthodes à des «rapts» comme au temps des traites négrières), des stratégies d'évitement (envoi de malades, d'estropiés, certaines commissions de recrutement ayant jusqu'à 80% d'inaptes) puis des révoltes contre l’enrôlement ont éclaté loin des grandes villes d’Afrique, dont la première chez les Bambaras du Mali, près de Bamako, qui a duré environ six mois, du printemps à novembre 1915, annonçant d’autres révoltes plus importantes. Certaines sont très durement réprimées en juin 1916 par la France, qui fait tirer à l'artillerie sur une dizaine de villages « récalcitrants », tuant plusieurs milliers de civils. Les administrateurs coloniaux fixent des quotas aux chefs de cantons qui répercutent auprès des chefs de villages ; comme du temps, en France métropolitaine, des milices communales (celles de la bataille de Bouvines) ou, quelques siècles plus tard, des milices provinciales (celles de la bataille de Denain). Une forme d'arbitraire préside aux désignations et, très souvent, la tendance naturelle dans les chefferies locales est de désigner les hommes pour des motifs variés. Le recrutement vient d'une petite partie du Sénégal, la majorité des troupes étant réquisitionnée dans la colonie du Haut-Sénégal et Niger et de la Haute-Volta, rejoignant par train la gare de Dakar, capitale fédérale de l'AOF. La Direction des transports maritimes les fait embarquer en bateau pour la France.
Comme de nombreuses mutineries plus tardives, ces révoltes ont été cachées pour ne pas apporter d'arguments supplémentaires à la propagande allemande, qui dénonçait sans cesse le comportement de la France en Afrique. La propagande allemande de l'époque décrivait les tirailleurs comme étant des « barbares » et « mercenaires » d’Afrique venus pour combattre sur les fronts européens, signe selon Hitler de la « pollution et de la négrification du pur sang français ». Ce thème est repris en France par les « négrophobes » contre les « indigénophiles » mais ces « braves tirailleurs » sacrifient leur vie contre l'ennemi héréditaire, le boche, si bien que Blaise Diagne, Haut Commissaire du gouvernement pour le recrutement des troupes noires, essaye de convaincre les habitants de l'Afrique-Occidentale française (AOF) et de l'Afrique-Équatoriale française (AEF) de venir se battre en France tout en leur promettant la reconnaissance de l'égalité civique et l'abolition des discriminations institutionnelles, en échange de l'« impôt du sang ».
Le quotidien des tirailleurs sénégalais en France est décrit, notamment grâce à Lucie Cousturier. Peintre néo-impressionniste, elle est voisine à Fréjus d'un camp de tirailleurs. Elle les reçoit et leur enseigne le français. Elle se lie d'amitié avec plusieurs d'entre eux. Elle rend compte de leurs rencontres, de leurs conversations et de leur correspondance dans Des Inconnus chez moi, publié en 1920. Cette œuvre est adaptée à la scène par la Compagnie la Poursuite en 2014 à l'occasion du centenaire de la Première Guerre mondiale.
Certains administrateurs français (tel Joost Van Vollenhoven qui découvrent les ravages faits par ces recrutements), ainsi que des colons, agents du commerce colonial, ont également freiné l’appel sous les drapeaux de jeunes Africains, estimant qu’on les privait ainsi d’une main d’œuvre jeune qui n’était pas à l’époque abondante en Afrique.
Blaise Diagne devient en 1917 commissaire général aux troupes noires avec rang de sous-secrétaire d'État aux colonies. Il mène avec succès des missions en AOF pour organiser le recrutement militaire en cette période de guerre. Entre février et août 1918, il sillonne l'Afrique de Dakar à Bamako et essaye de convaincre ses « compatriotes » qui étaient encore soumis au Code de l'Indigénat de venir se battre en France, tout en leur promettant des médailles militaires, une bonne solde, de la nourriture, un habillement neuf et surtout la citoyenneté française une fois la guerre finie. Les primes de recrutement sont fortement augmentées. Il réussit de la sorte à mobiliser 63 000 soldats en AOF et 14 000 en AEF. Il retrouvera d'ailleurs cette fonction de 1931 à 1932, dans le premier gouvernement de Pierre Laval.

### Épouses et familles de tirailleurs
C'est un thème peu traité par les historiens. Il a été abordé dans la « force noire », et des éléments se trouvent dans les archives coloniales, ainsi que dans la littérature ou par certains témoignages d'époque.

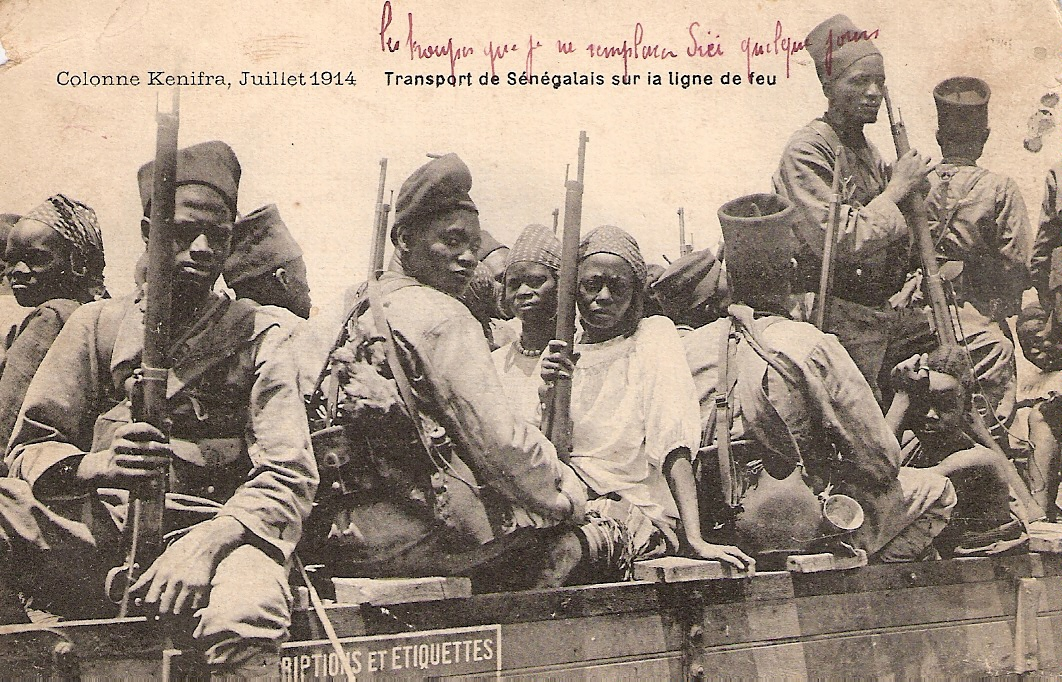
Madame Tirailleur

Plusieurs officiers ont suggéré dès le XIXe siècle que les femmes de soldats indigènes puissent être admises à accompagner leurs maris. Le décret de 1857 fut modifié (en 1873) pour autoriser les femmes de tirailleurs à accompagner leurs maris dans les lieux de garnisons, ainsi que lors des campagnes militaires, médicales ou d'exploration, en dépit des difficultés organisationnelles que cela représentait. « La présence des femmes, entre lesquelles s’établit une hiérarchie d'après le grade du mari, est la cause de querelles et de jalousie, mais de nombreux avantages viennent compenser ces inconvénients que les coupables rachètent par les services qu'elles rendent. Les femmes chargées de tous les ustensiles du ménage suivent les colonnes sans les ralentir ; à l'étape elles se chargent du soin de préparer la nourriture de leurs maris et aussi celle des tirailleurs célibataires ; enfin, par leur présence, elles donnent au camp l'aspect du village natal (…) Cette vie en ménage influe aussi heureusement sur la santé physique que sur la santé morale des noirs (…) En Chaouia où les compagnies de tirailleurs algériens ont été décimées par les maladies vénériennes, les Sénégalais ont été très peu touchés par ces affections (…) En résumé, le milieu spécial dans lequel vit le soldat indigène n'enlève rien à sa valeur militaire) », écrivait G. Pasquier en 1912 cité dans Les femmes des Tirailleurs sénégalais, histoire et histoires, de Janos Riezz (1993).
Certains tirailleurs utilisaient leurs premiers salaires et la prime d'engagement pour faciliter leur intégration (160 F pour un engagement de 4 ans, et 200 à 240 fr pour 4 ans) pour «acheter» une femme (éventuellement autre que leur « épouse légale », c'est-à-dire sans paiement d'une dot, par exemple acquise (avec leurs enfants) comme « conquête de guerre » selon certains témoignages de voyageurs ou militaires) ou payer une dot variant à cette époque « de 20 à 100 fr de l'époque dans la courbe du Niger, mais plus de 500 à 600 dans le haut-Sénégal, et jusqu'à 2 000 fr dans les centres urbains de la côte) ».

### Les tirailleurs au combat

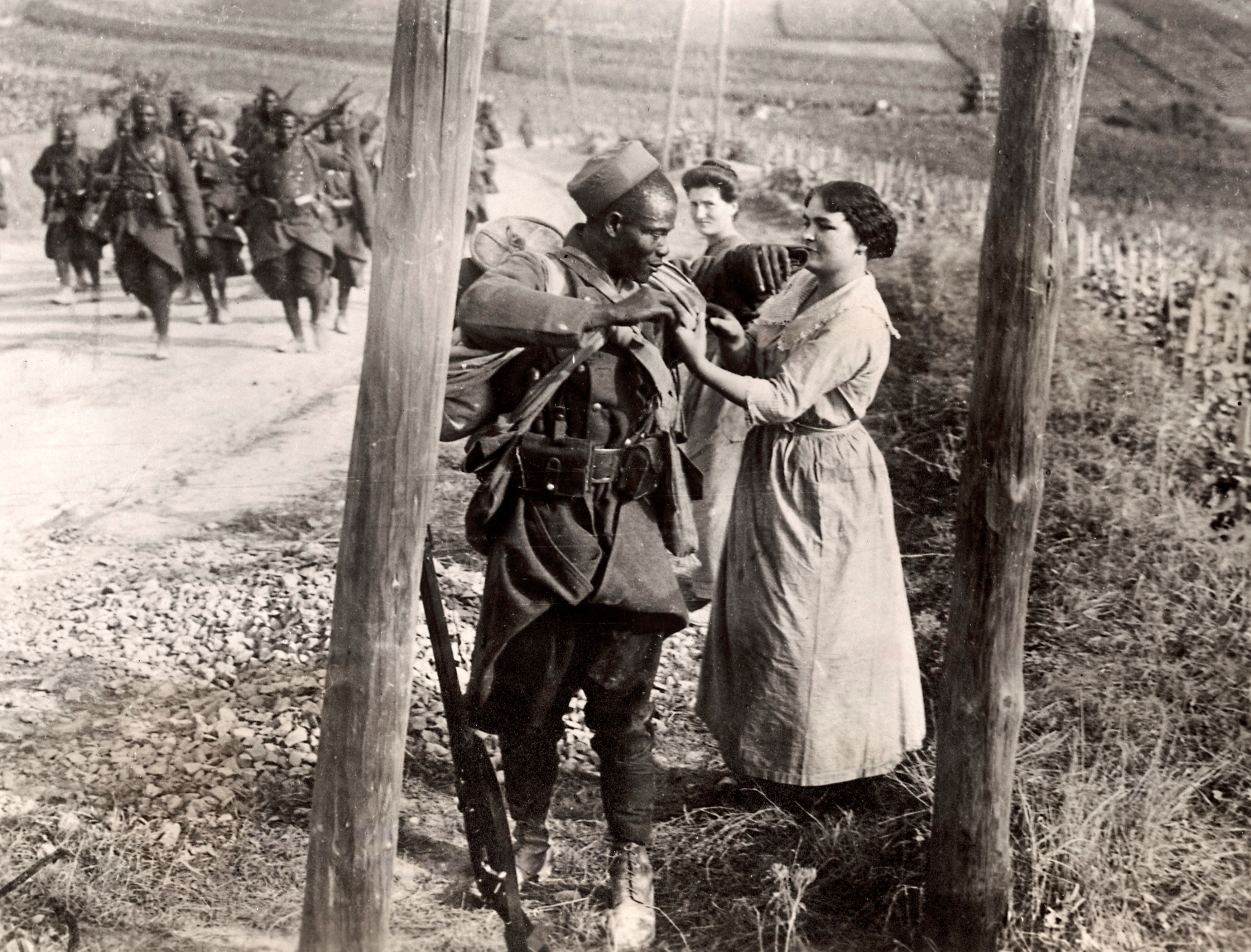
Tirailleurs se rendant au front en 1914 et recevant cadeaux et encouragements de la part de femmes métropolitaines.

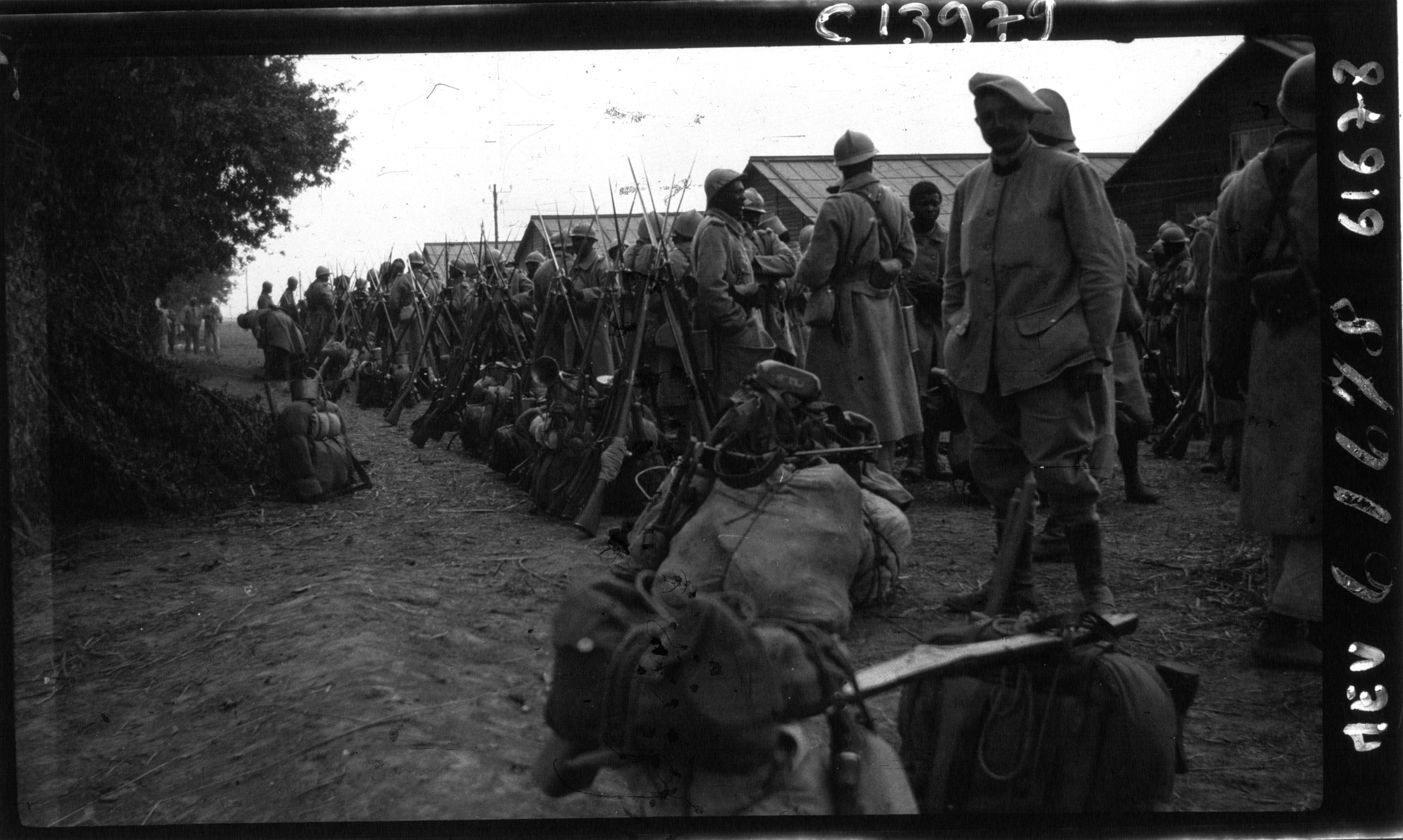
Arrivée en 1916 de renforts sénégalais dans la Somme.

Au cours de la guerre, les tirailleurs sénégalais se couvrent de gloire à la première bataille d'Ypres, à Dixmude fin 1914, sur le front d'Orient aux Dardanelles et lors de l'expédition de Salonique de 1915 à 1919, lors de la prise du fort de Douaumont en octobre 1916. Ils participent à la terrible bataille du Chemin des Dames en avril 1917 au cours de laquelle ils perdent plus de 7 000 hommes sur 16 500 engagés, soit le quart de leurs pertes totales au cours de la guerre, ainsi qu'à la bataille de Reims en 1918 où ils arrêtent l'offensive allemande. Les tirailleurs sont aussi engagés en mer Noire, en 1919, lors de l'intervention française dans la guerre civile russe contre les Bolcheviques. Le premier conflit mondial continue donc jusqu'en 1919 sur la partie occidentale, Bulgarie, Mer Noire, mais aussi jusqu'en 1921 au Levant contre les Turcs sur l'Euphrate (Campagne de Cilicie), où le 17e RTS entre autres protège la communauté arménienne. D'autres batailles ont lieu en extrême-orient (Sibérie).

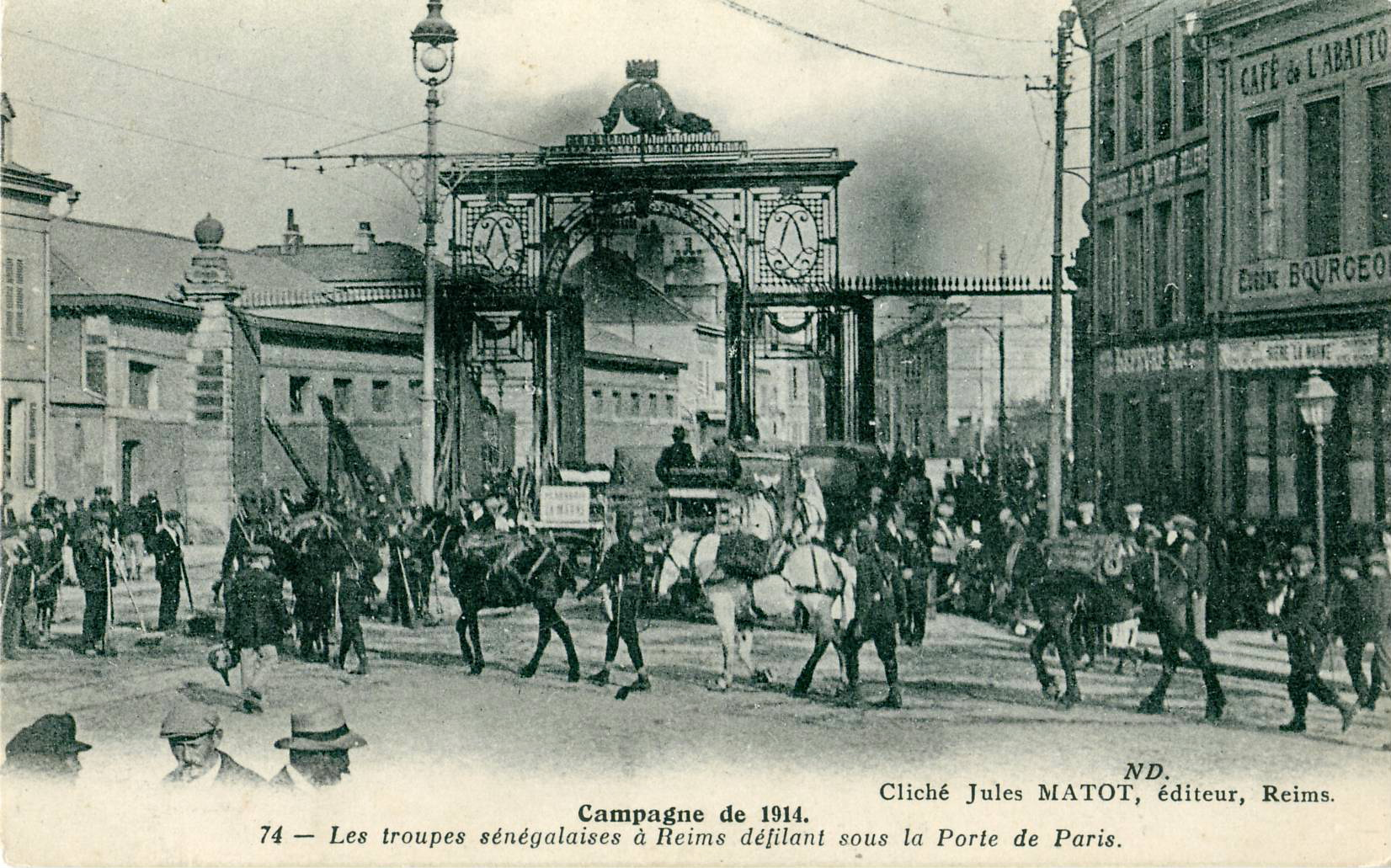
Les Tirailleurs sénégalais défilant à Reims en 1914.
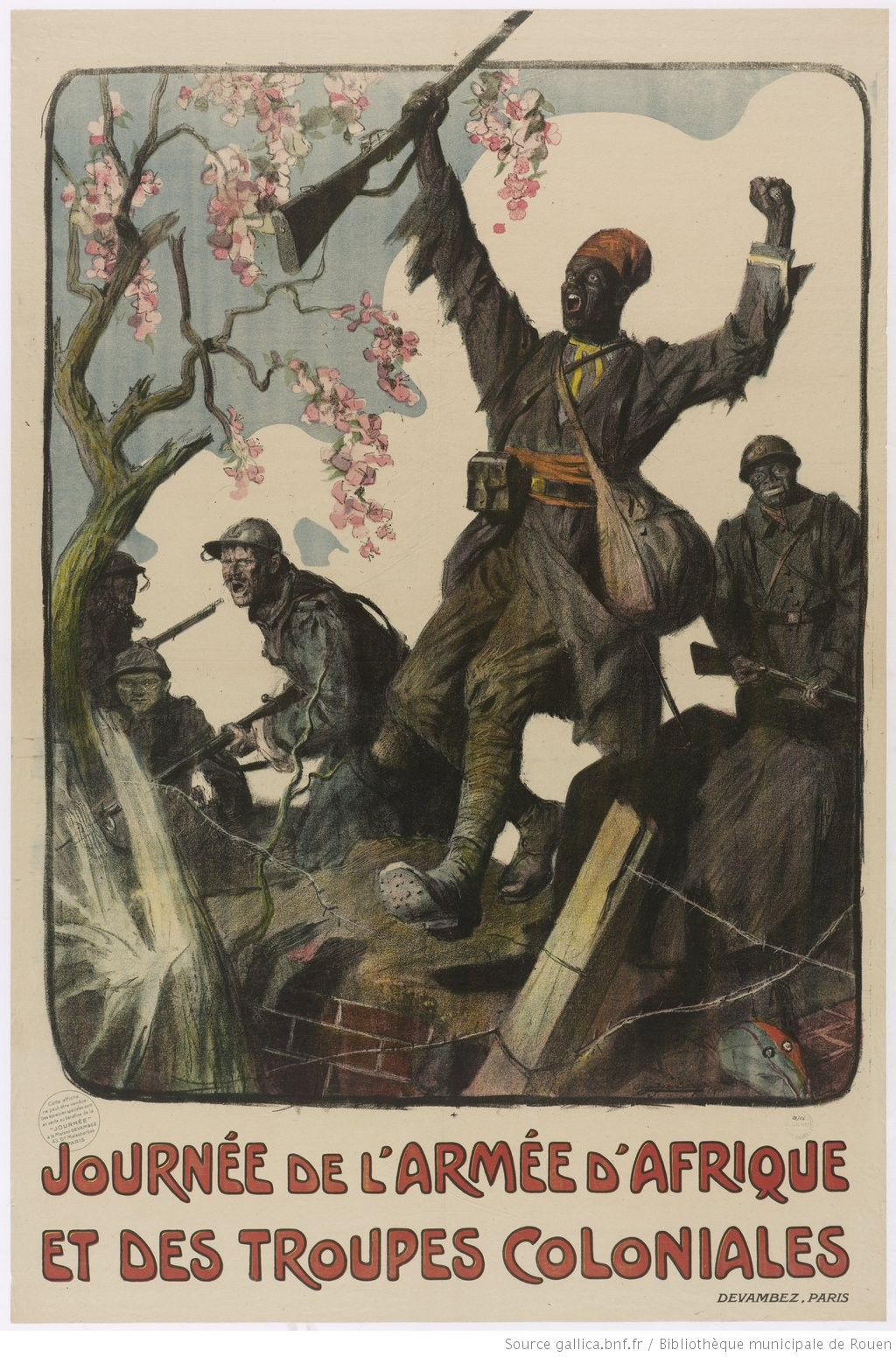
Journée de l'Armée d'Afrique et des troupes coloniales, 1917.
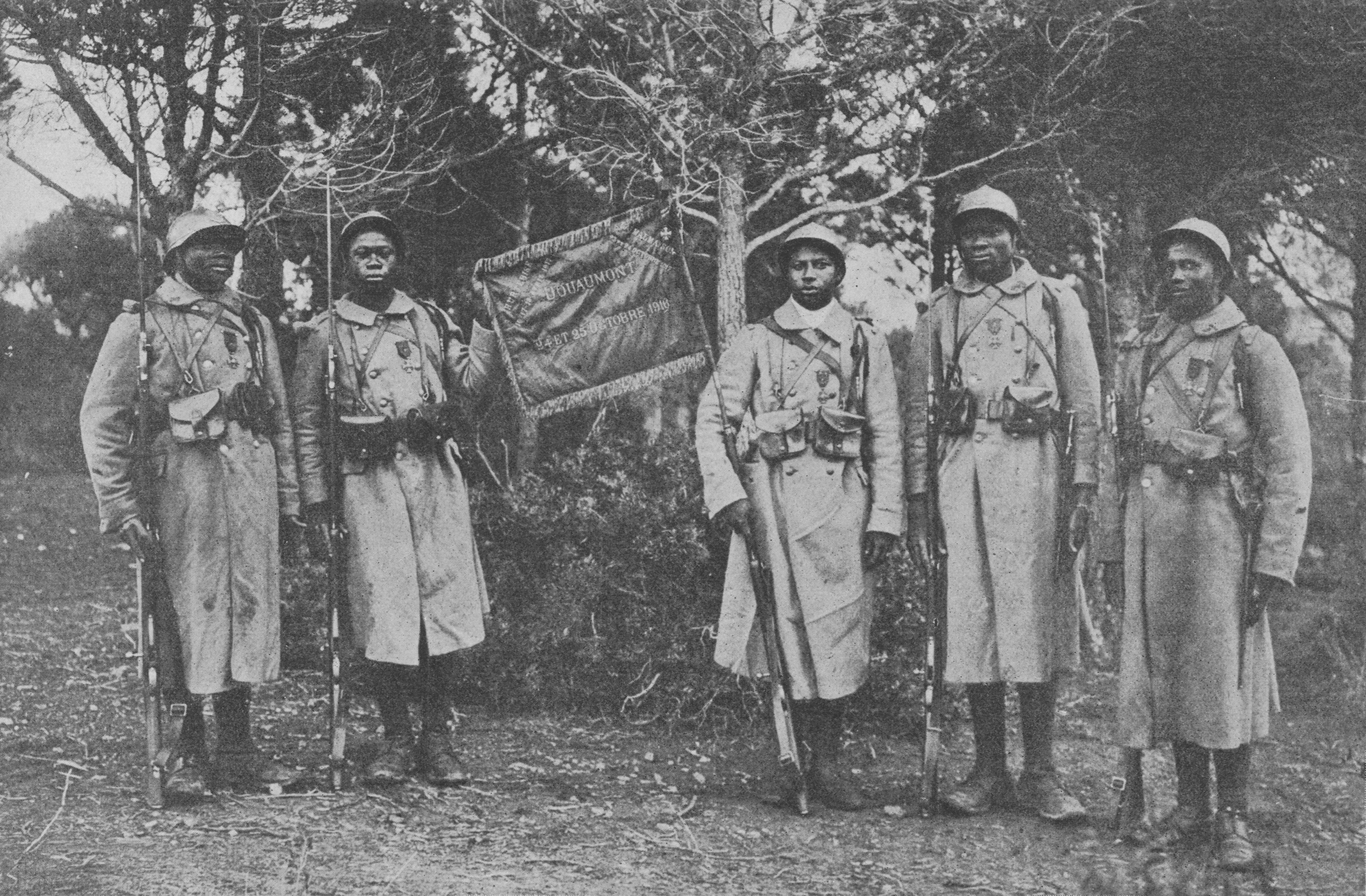
Le fanion du 43e bataillon de tirailleurs sénégalais décoré de la fourragère, 1918.
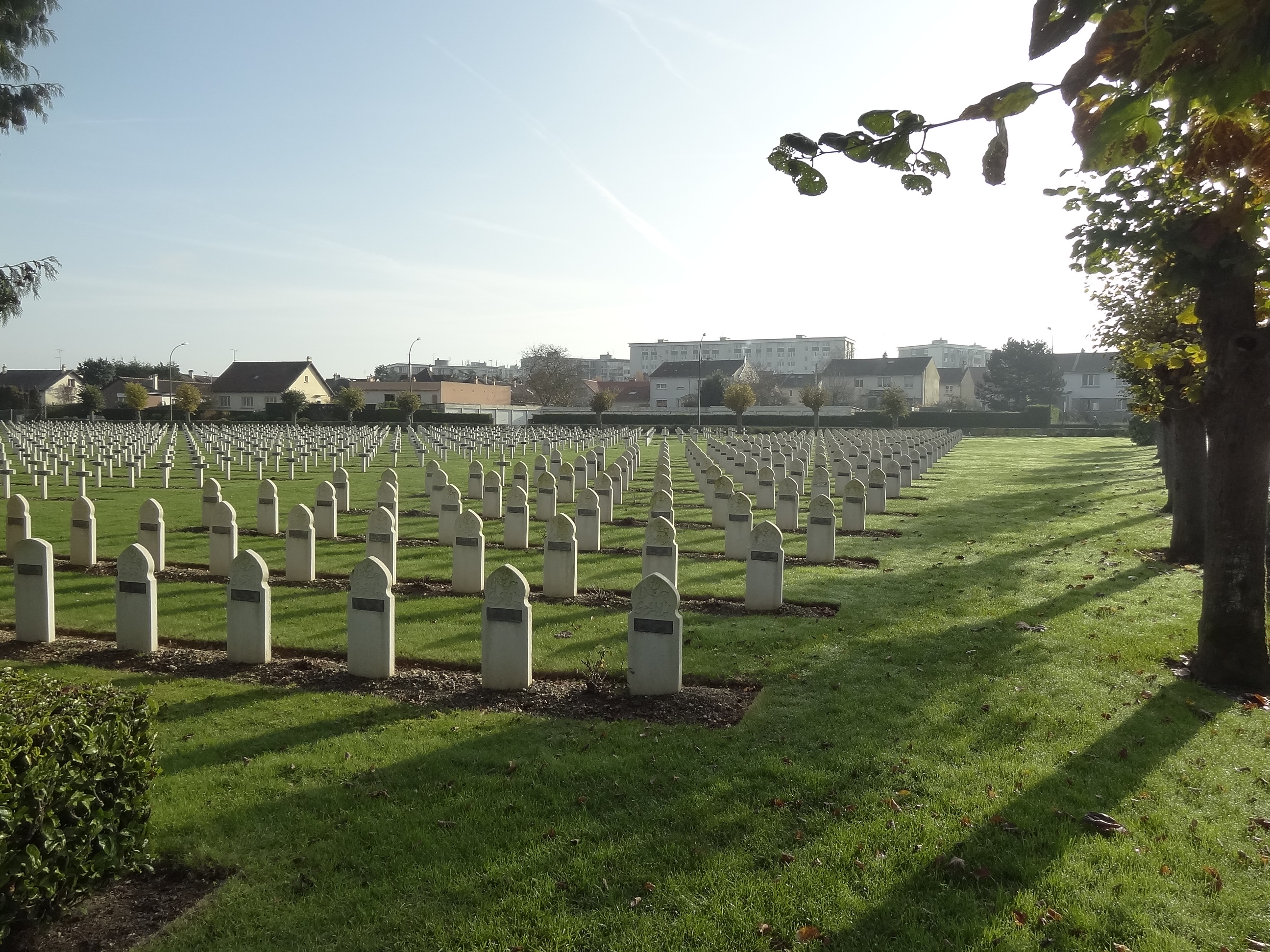
Carré musulman du cimetière Saint-Acheul d'Amiens.

#### Principe d'emploi des unités africaines
Contrairement à l'idée répétée de tirailleurs utilisés comme « chair à canon », engagés délibérément dans les assauts trop risqués pour l'infanterie européenne, les cas de régiments de tirailleurs sénégalais employés de la sorte au combat sont rarissimes.
Les taux de mortalité de la Grande Guerre sont à peu près les mêmes, que ce soit pour les Français originaires de métropole (17 %), pour les Français originaires de l'Empire (16 %), pour les autres enrôlés originaires d'Algérie, du Maroc ou de Tunisie (16 %) comme pour l'ensemble des enrôlés originaires d'Afrique Noire (entre 15 et 18 %)[réf. à confirmer].
Car la règle était la mixité des troupes. Dans un régiment d'infanterie coloniale (RIC), un bataillon d'Européens était remplacé par un bataillon d'Africains. Ainsi transformés, les RIC devenaient les RMIC (Régiments Mixtes d'Infanterie Coloniale), mêlant soldats européens et africains. Avec les reliquats des bataillons, d'autres RMIC furent mis sur pieds.

#### Hivernage

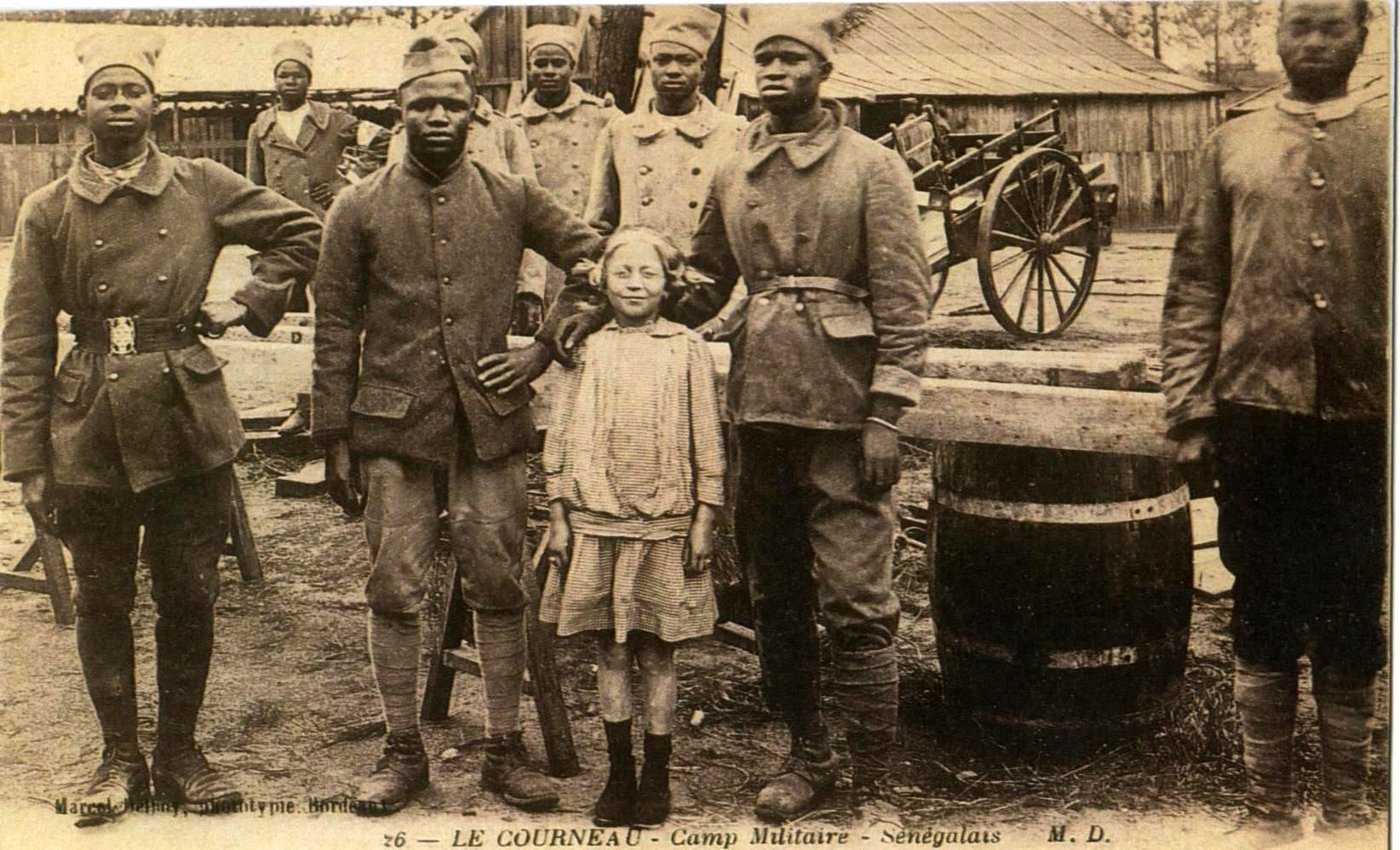
Tirailleurs basés au camp du Courneau, à la Teste de Buch, entre 1914 et 1917.
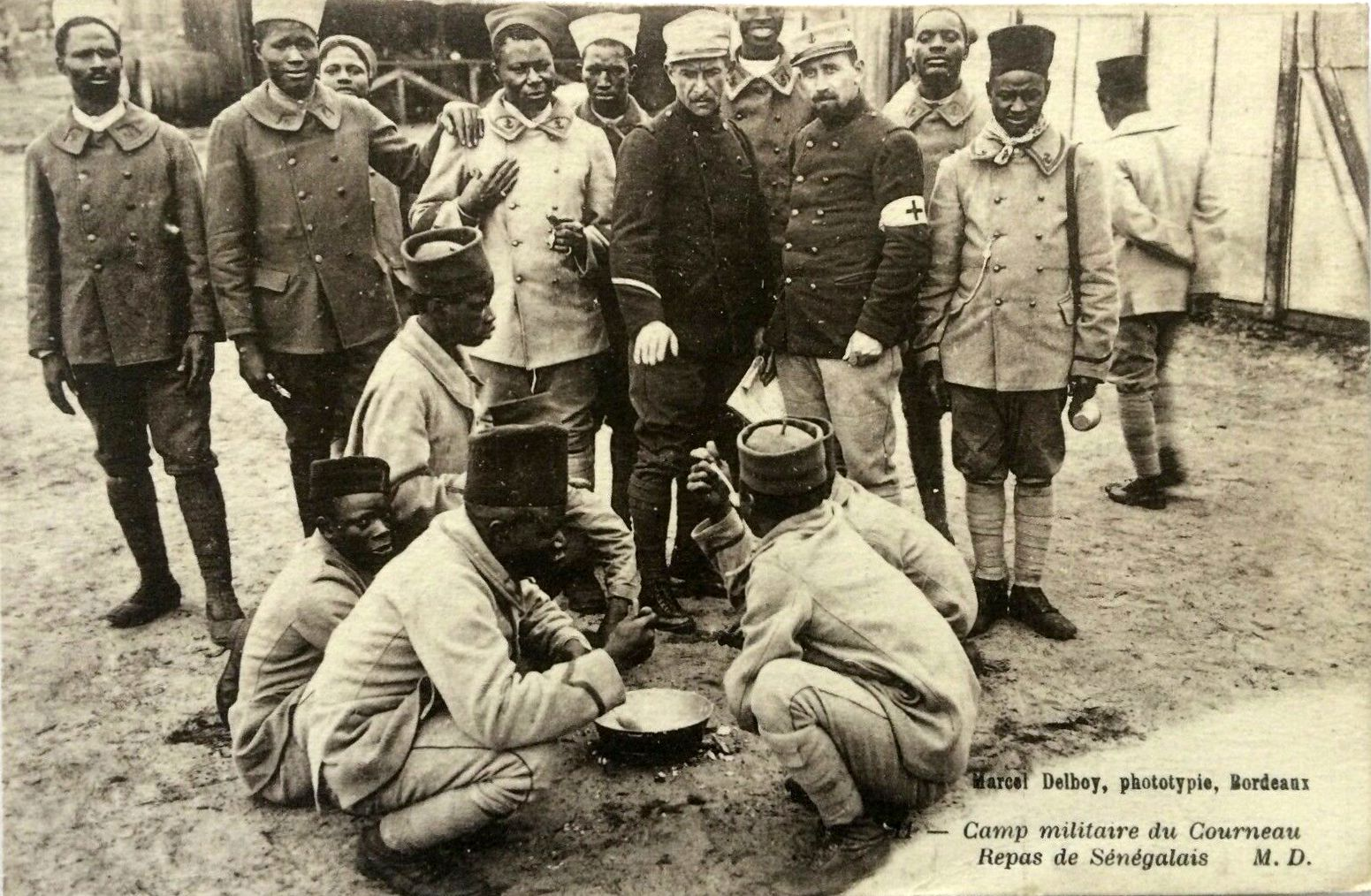
Camp du Courneau, repas de Sénégalais.

## L'entre-deux-guerres
« La fin de la Première Guerre mondiale est marquée par une profonde réorganisation des Troupes Coloniales. La pénurie de main d'œuvre, due aux pertes effroyables françaises subies pendant le premier conflit mondial (1 355 000 morts et 3 595 000 blessés), explique en partie cette situation. Le ralentissement marqué du recrutement des jeunes engagés est constaté. De plus, les rigueurs budgétaires imposées par l'effort de reconstruction, et l'absence de menace de la part de l'Allemagne vaincue, ont raison d'une grande partie de l'infanterie française. Les Troupes Coloniales voient près de 80 % des régiments qui la composent dissous. Seuls subsistent, en tant que régiments blancs, les 3e, 21e, 23e RIC en métropole, les 9e et 11e RIC en Indochine, et le 16e RIC en Chine. C'est ainsi que disparaît le 1er mai 1923 le 24e régiment d'infanterie coloniale qui tenait garnison depuis sa création à Perpignan et qui s'était brillamment illustré pendant tout le conflit, perdant plus de 8 000 hommes et décrochant la croix de la Légion d'honneur.
Pour pallier cette carence il est alors décidé d'incorporer des soldats locaux (Sénégalais, Malgaches et Indochinois). En 1926, sous l'appellation générique de Tirailleurs Sénégalais, sont créés les 4e, 8e (Toulon), 12e (La Rochelle) et (Saintes), 14e (Mont-de-Marsan), 16e (Montauban, Cahors et Castelsarrasin), et 24e régiment de tirailleurs sénégalais (RTS) (Perpignan et Sète). Le 42e à Pamiers et 52e à Carcassonne, ces deux derniers régiments deviennent les 42e et 52e bataillons de Mitrailleurs Malgaches et Indochinois et seront implantés dans des garnisons du sud de la France. Tout comme les unités Nord-Africaines, (Tirailleurs Algériens, Tunisiens, Marocains), les RTS s'avèrent plus économiques et plus dociles, que les unités blanches. C'est ainsi que Perpignan récupère un régiment colonial, le 24e régiment de tirailleurs sénégalais, régiment qui, malgré sa nouvelle appellation et sa composition, hérite des traditions et du drapeau aux huit inscriptions de son prédécesseur. La plus grande partie de l'effectif hommes de troupe est désormais constituée par des soldats Africains, communément appelés « Tirailleurs sénégalais » ou soldats indigènes, tous originaires des diverses colonies de l'Afrique Occidentale Française (AOF). Les soldats « européens », en petit nombre, tiennent les emplois de spécialistes (transmissions, servant d'engins, secrétaires) et sont destinés, en principe, aux pelotons d'élèves-gradés, caporaux et sergents. »

— Jean-François Mouragues, Soldats de la République, l'Harmattan, 2010

## Seconde Guerre mondiale

### La bataille de France (mai-juin 1940)

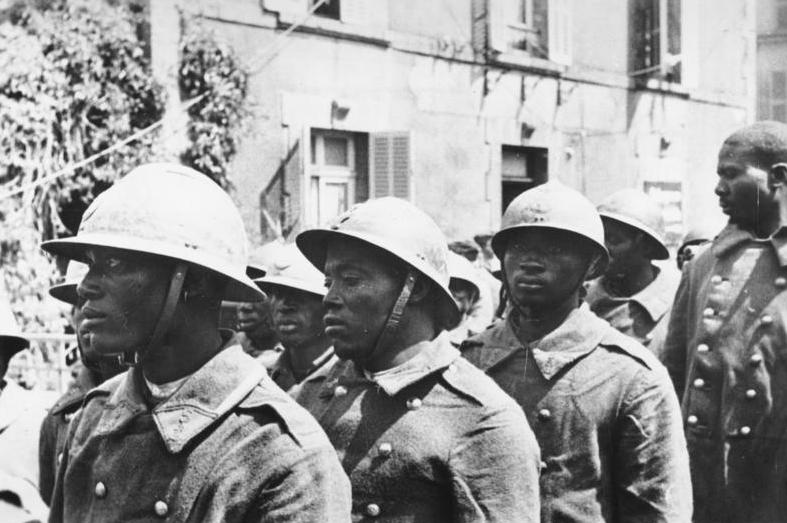
Tirailleurs du 5e RICMS capturés par les Allemands en mai 1940.

Comme lors du précédent conflit, les troupes coloniales participent aux combats en France, en Libye et en Tunisie puis en Italie à nouveau en France et enfin en Allemagne d'abord dans l'Armée française proprement dite, puis dans les Forces françaises libres puis dans l'Armée française de la Libération, fin 1942.
En 1940, sur 5 millions de mobilisés, l'armée française compte 500 000 engagés volontaires Africains, Malgaches et Maghrébins (178 000 Africains et Malgaches, 320 000 Maghrébins). Sur le front de France, le Grand Quartier Général dispose ainsi à la veille de l’offensive allemande de huit divisions d’infanterie coloniale (DIC). Les Sénégalais y sont incorporés avec les fantassins des régiments d’infanterie coloniale (RIC) et avec les artilleurs des régiments d’artillerie coloniale (RAC). Les 4e, 8e, 12e, 14e, 16e, 24e, 25e et 26e RTS sont engagés sur le front. Des éléments d’autres corps sont répartis au sein de régiments composés de bataillons et compagnies mixtes, les 5e, 6e, 27e, 28e, 33e, 44e, 53e et 57e régiments d’infanterie coloniale mixte sénégalais (RICMS). La plupart de ces régiments participent aux opérations au sein des divisions coloniales puis, après leur anéantissement au cours des combats de mai-juin 1940, les rescapés sont rattachés à d’autres unités.
Durant la bataille de France (10 mai au 22 juin 1940), les troupes coloniales furent, comme durant la Grande Guerre, peu nombreuses à participer directement aux combats, sauf dans les Ardennes, sur la Somme, au nord de Lyon et près de Chartres. L'effondrement des armées françaises a été si rapide que l'état-major général n'a pas eu le temps de rappeler massivement sur le front métropolitain, les troupes de l'Armée d'Afrique.

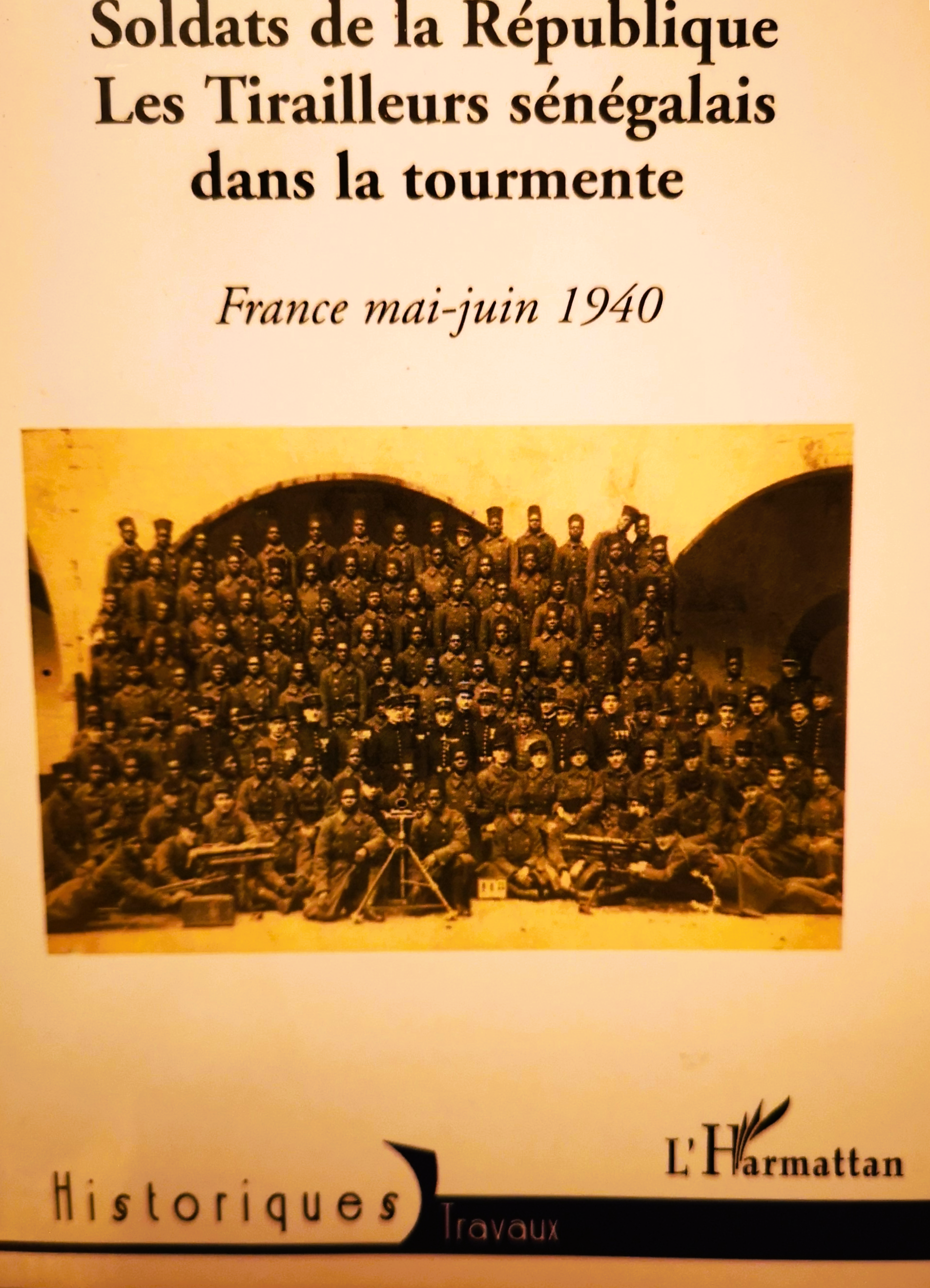
La bataille de France 1940 soldats de la République.

Cependant, quand elles furent mises en premières lignes, les troupes coloniales durent livrer immédiatement combat : le 26e RTS, de la 8e DIC (le dernier formé au camp de Souges) en constitue une dramatique illustration. Appelé dans la région de Rambouillet pour couvrir l'armée de Paris en route vers la Loire, il livra de furieux combats les 16 et 17 juin entre Chartres et Maintenon (Feucherolles, hameau de Néron, Bouglainval, Chartainvilliers). Tirailleurs et officiers furent décimés en particulier par le 1er régiment de cavalerie du général Kurt Feldt (selon archives de l'Armée de terre du fort de Vincennes : 52 officiers sur 84 et 2046 sur 3017 tirailleurs sont portés disparus fin juin 1940). Jean Moulin, préfet de Chartres défend leur mémoire face aux propos racistes des autorités allemandes sur « La honte Noire ». Les survivants du 26e RTS poursuivent les combats, sous les ordres du colonel Perretier, sur la Loire jusqu'à fin juin 1940, c'est-à-dire bien après l'armistice.

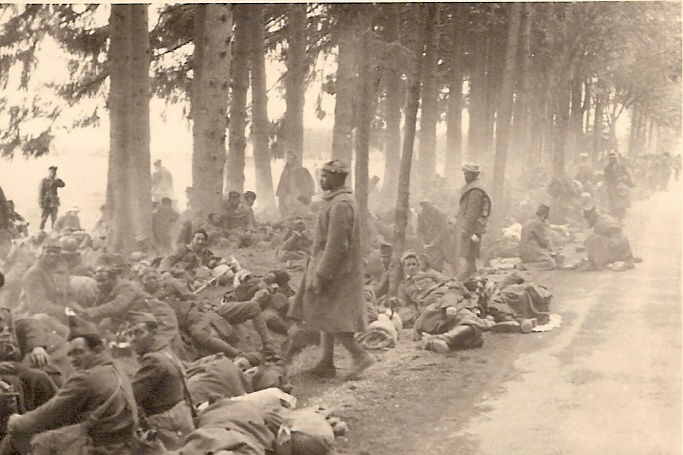
Juin 1940. Colonne de prisonniers sénégalais qui remonte sur Cambrai après sa capture sur l'Oise.

En 1940, les Allemands détruisent Le Monument aux Héros de l'Armée Noire, que la ville de Reims avait construit en 1924 pour rendre hommage aux soldats noirs de la Première Guerre mondiale. Un nouveau monument fut inauguré le 6 octobre 1963. Une plaque indique simplement : « Ici fut érigé en 1924 un monument qui témoignait de la reconnaissance de la ville envers ses soldats africains qui défendirent la cité en 1918. L’occupant détruisit, par haine raciale le « Monument aux Noirs » en septembre 1940. Les anciens combattants ont tenu à ce que son souvenir demeure dans notre mémoire » et démontent la statue du général Mangin à Paris.
Les tirailleurs sénégalais se voient décerner plusieurs décorations et citations tant individuelles que collectives, tels le 1er bataillon du 24e RTS, la 3e compagnie du 25e RTS, le 1er bataillon du 6e RICMS, les 33e, 53e et 57e RICMS qui sont cités à l’ordre de l’armée. Le drapeau du 53e RICMS reçoit en outre l’inscription « Airaines 1940 » ; ce fait est suffisamment exceptionnel pour être mentionné, les inscriptions attribuées au titre de la campagne de 1940 étant peu nombreuses.

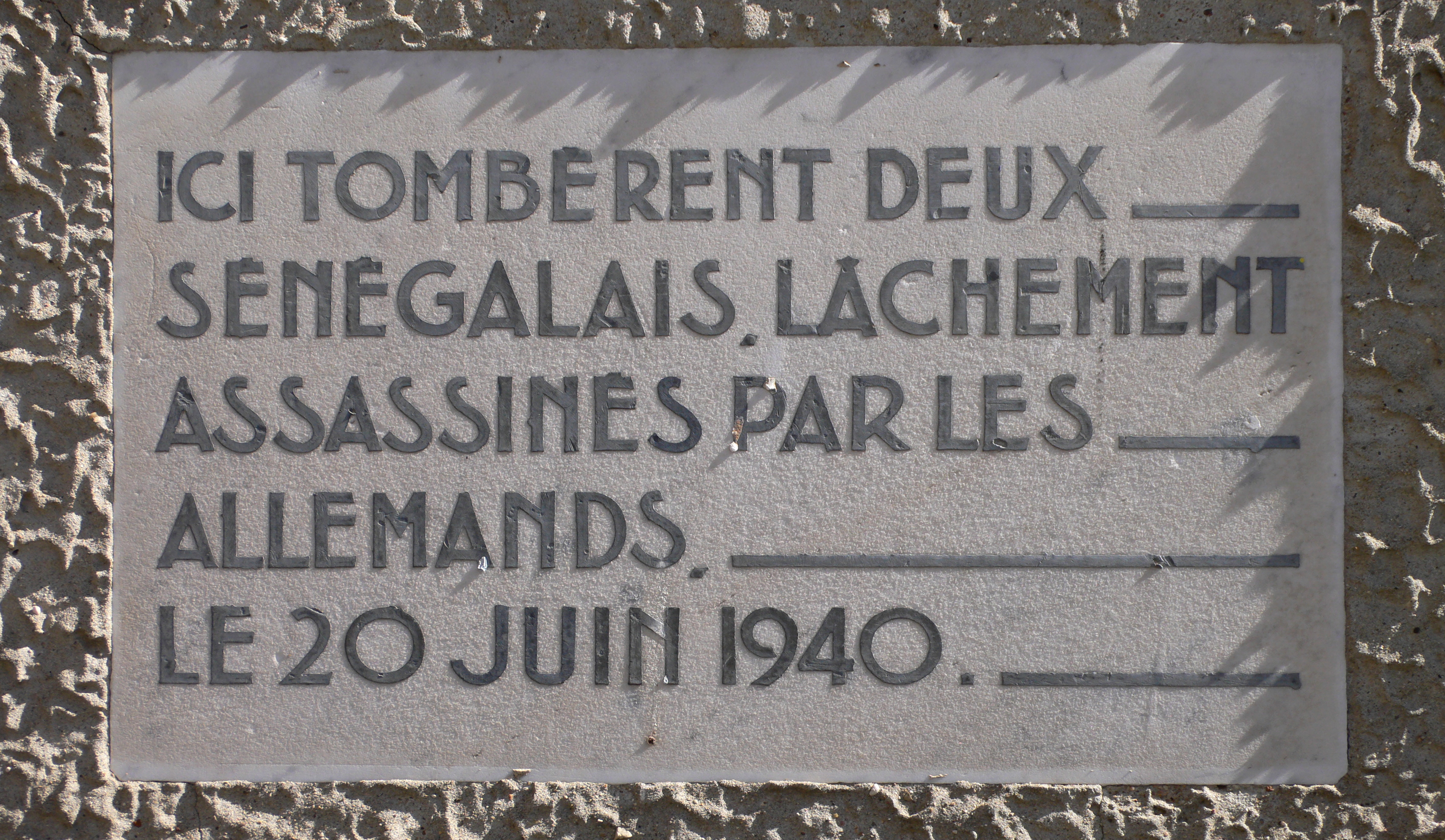
Plaque commémorative de l'assassinat de deux tirailleurs sénégalais à Champagne-au-Mont-d'Or, en banlieue lyonnaise.
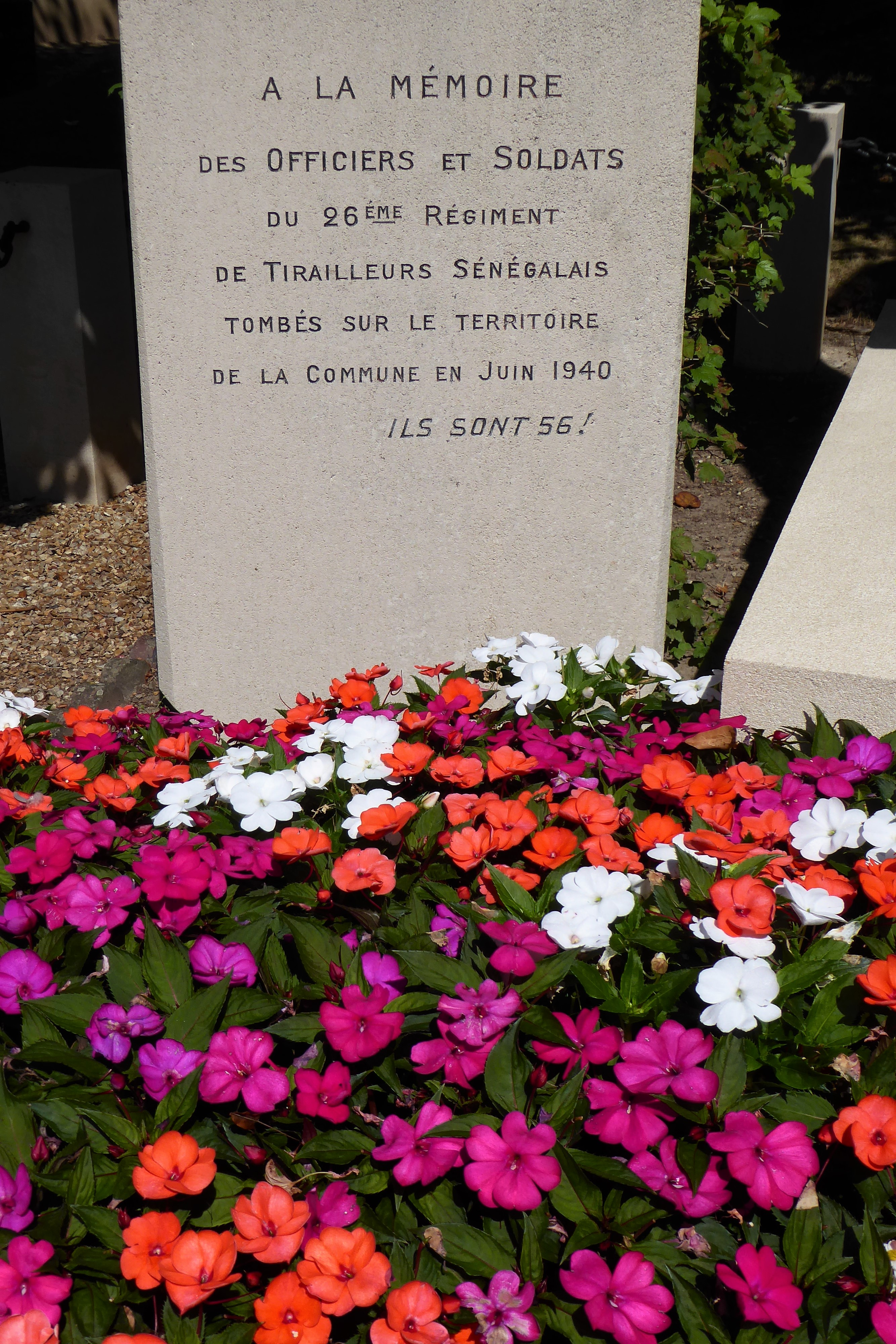
Stèle aux 56 morts du 26e RTS, Chartainvilliers, Eure-et-Loir.
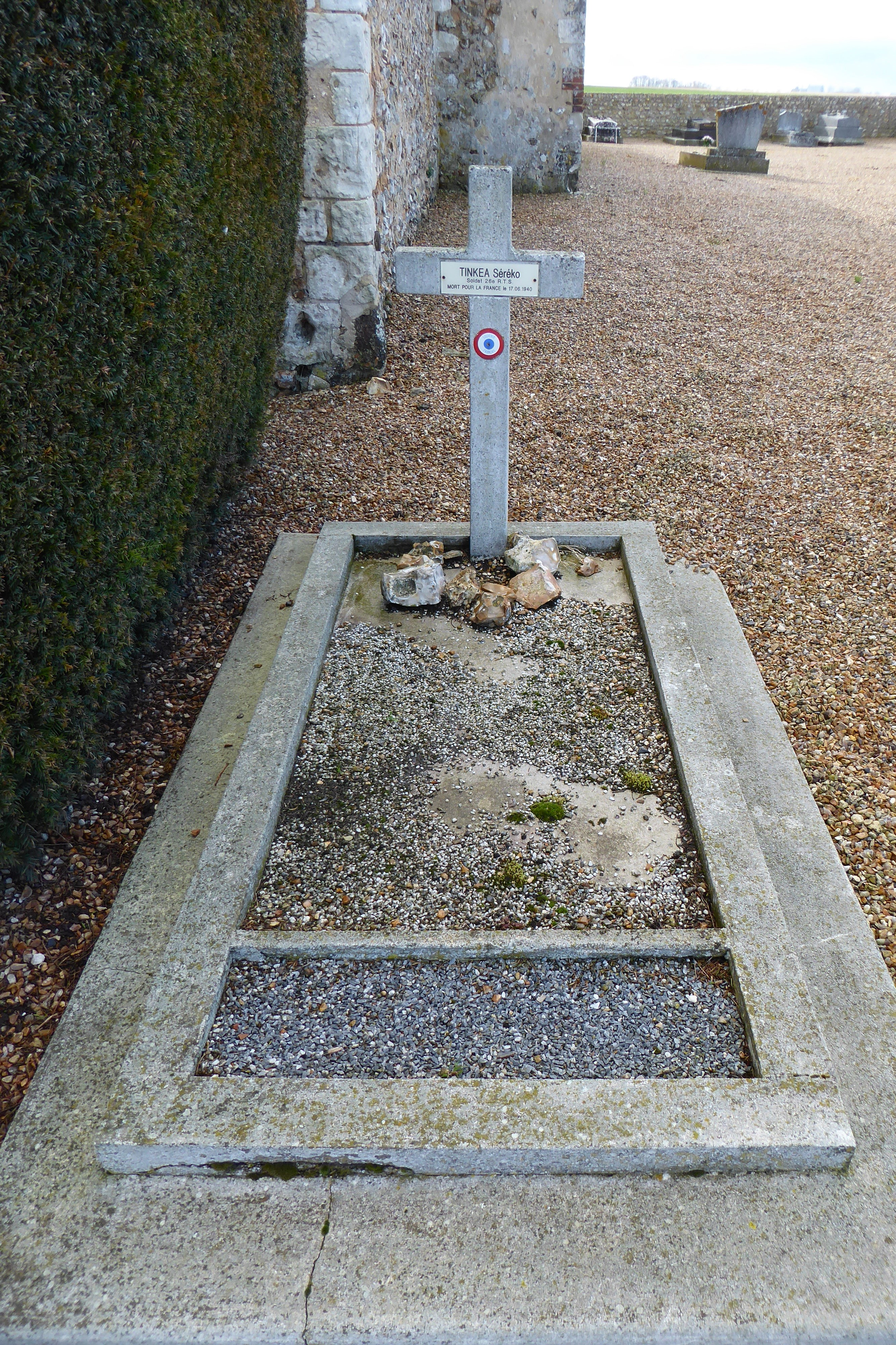
Tombe de Tinkéa Séréko du 26e RTS, Saint-Cheron-des-Champs, Eure-et-Loir.

### Pertes
Selon le ministère de la Défense, le nombre total des tirailleurs sénégalais mobilisés au 1er avril 1940 est estimé à 179 000, dont 40 000 engagés dans les combats en métropole. Près de 17 000 sont tués au combat en 1940, et 15 000 sont faits prisonniers et internés dans des camps dits Frontstalag.

### Massacres des Tirailleurs Sénégalais par l'armée allemande
Selon l'historien américain Raffael Scheck, qui a enquêté dans les archives militaires françaises et allemandes, près de 3 000 tirailleurs sénégalais (terme désignant plus largement l'ensemble des soldats indigènes venus d'Afrique subsaharienne) auraient été exécutés par la Wehrmacht en mai-juin 1940, crime de guerre perpétré non pas par des SS, mais par l'armée régulière allemande.

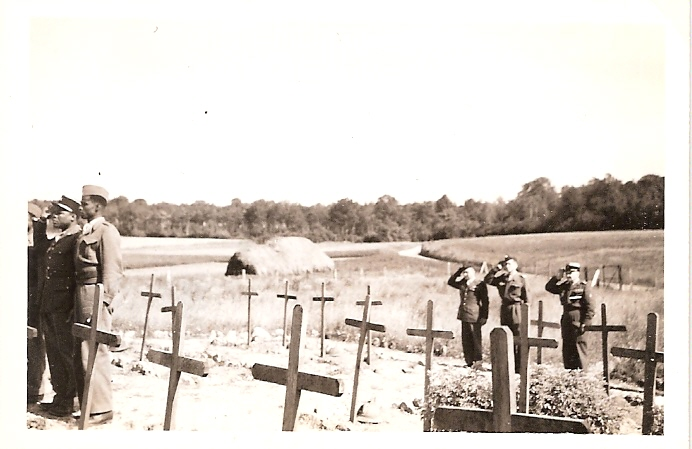
Les vétérans survivants des 24e et 16e RTS soldats européens appelés, rappelés ou d'active ainsi qu'un détachement sénégalais rendent les honneurs aux 34 tirailleurs sénégalais exécutés dans le village de Saint-Aubin-sous-Erquery (Oise).

Pour l'historien Julien Fargettas, les massacres des troupes africaines par les troupes allemandes commencent en mai 1940 dans la Somme. Ces massacres n'ont pas été programmés par un ordre précis mais ont été le résultat de décisions individuelles « que la hiérarchie militaire allemande n'a en même temps pas cherché à juguler. » Cette haine des Allemands envers les Noirs remonte à la Première Guerre mondiale et à l'occupation de la Ruhr où une propagande raciste accusant les soldats africains de viols et d'enlèvements, la honte noire. Celle-ci est utilisée par les nazis. Il y a aussi le fait que « ce sont souvent des troupes qui résistent et qui combattent bien. Les Allemands subissent des pertes et une colère s'ajoute à tous les ressentiments emmagasinés ». Les tirailleurs sont victimes d'exactions à Monthermé, Airaines, Aubigny, Dromesnil, Erquinvillers où sont abattus une quarantaine de tirailleurs dont l'un de leur capitaine Moïse Bebel, Cressonsacq, Saint-Aubin-sous-Erquery, Lamécourt, Rémécourt, Sillé-le-Guillaume, Massacre du bois d'Eraine, Massacre des 43 tirailleurs sénégalais à Clamecy et culminent lors du massacre de Chasselay où une quarantaine d'hommes sont assassinés par des panzers après avoir été séparés des prisonniers blancs. Parfois des soldats français ont été exécutés ou blessés pour avoir tenté de s'interposer. À Chasselay, pour avoir protesté, le capitaine Gouzy reçoit une balle dans la jambe.
Le tata sénégalais de Chasselay dans le Rhône, où ont été regroupés les corps de 188 tirailleurs, rappelle ce massacre. Évelyne Berruezo et Patrice Robin ont fait le premier documentaire scientifique sur le tata en 1992. Il est intitulé Le Tata.

### 17 000 prisonniersde guerre

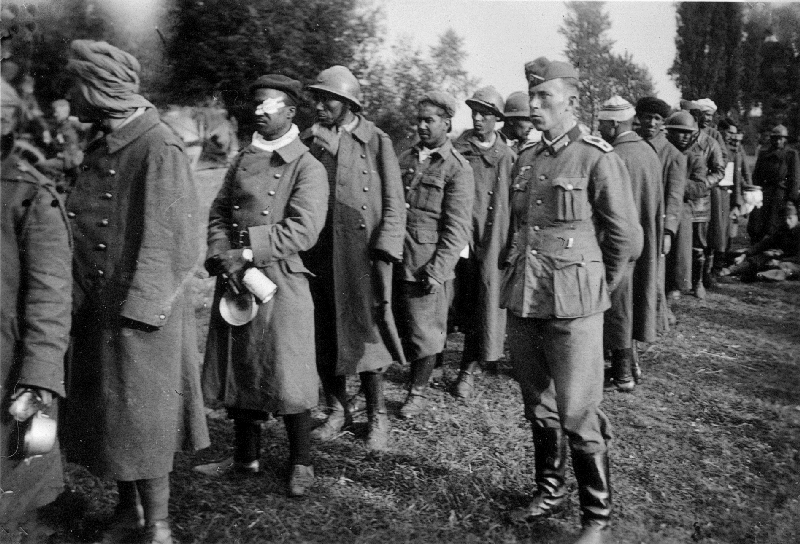
Prisonniers en 1940.

Fin 1940, environ 80 000 prisonniers « indigènes » sont détenus dans 22 Frontstalags implantés en zone occupée. Ils proviennent pour la plupart des divisions nord-africaines engagées dans la bataille de mai-juin 1940, mais on estime dans cet ensemble de 17 000 à 20 000 hommes le nombre de prisonniers africains. D’abord détenus avec tous les prisonniers capturés après la débâcle, ils ne tardèrent pas à en être séparés, les Allemands ayant décidé de transférer outre-Rhin les prisonniers français de souche européenne, il leur reste un problème, que faire des prisonniers de "race indéterminée : Bretons, Corses, Basques?" Le nombre  de tirailleurs ne cessa de décroître pour n’être au moment de la Libération que quelque 40 000. Une partie fut libérée par les Allemands après accord avec le gouvernement de Vichy. Il y eut aussi de nombreuses évasions vers les maquis de Dordogne ou du Vercors. Les conditions précaires de détention, la malnutrition, l'hygiène, les séquelles des blessures feront que la mortalité dans les camps ne sera pas négligeable, les cas de tuberculose intéresseront les médecins allemands. Ceci étant, la plupart des malades seront restitués aux autorités de Vichy, et jusqu'en 1942 évacués sur l'Afrique du Nord.

### Le débarquement en Provence et la libération de la France
En 1944, près de 120 000 goumiers, tirailleurs, spahis et Européens d'Afrique, originaires de 22 pays du Maghreb et d'Afrique noire intégrés alors à l'Empire français, dont certains avaient participé à la bataille de Bir Hakeim[réf. nécessaire] et aux combats de la Campagne d'Italie, notamment à la bataille de Monte Cassino et à la prise de l'île d'Elbe, ont débarqué sur les côtes de Provence et ont été engagés dans la libération de la France. Ils étaient placés sous le commandement du général de Lattre de Tassigny, chef de l'Armée d'Afrique, devenue l'armée B, puis la 1re armée française. La contribution des tirailleurs sénégalais pour ce qui concerne la campagne d'Italie s'élève à cinq bataillons (BM4, BM5, BM11, BM21, BM24 et 1er RAC soit moins de 5 000 hommes). En revanche pour ce qui concerne le débarquement de Provence, bien que les troupes d'Afrique du Nord représentent 60% des effectifs débarqués, les troupes africaines qui contribuent à la Libération du territoire lors du débarquement de Provence voient leurs effectifs portés à 15 000 hommes (BM4, BM5, BM11, BM21, BM24, 4e RTS, 6e RTS, 13e RTS, trois régiments d'artillerie, et un groupe de DCA) voir :1re division française libre.
Après le débarquement de Provence, les soldats noirs ont été volontairement retirés des troupes françaises à la suite d'une demande du chef d'état major américain, Walter B. Smith, qui voulait une séparation identique à celle pratiquée dans les régiments de G.I., où les Noirs ne combattaient pas aux côtés des Blancs, jusqu'aux derniers moments de la guerre. Cantonnés à Toulon, puis renvoyés dans leurs familles, les soldats noirs ont été remplacés par des recrues blanches issues de la Résistance. Il n'était pas question de les voir marcher vers Berlin, et de réitérer les erreurs des années 1920 où la présence de troupes noires en Allemagne avait exacerbé et développé un sentiment de racisme si puissant qu'il trouva un écho lors des massacres de juin 1940.
Durant l'automne 1944, sur ordre du général de Gaulle, les quelque 15 000 tirailleurs sénégalais des 9e DIC et 1re DMI sont remplacés par des FFI au sein de la 1re armée française lors d'une opération dite de «blanchiment».Là encore ce sont des considérations et des pressions politiques qui l'emportent. Les Britanniques mais surtout les Américains refusent de continuer à financer la division coloniale en France et celle en cours d'instruction en Afrique du Nord. De même la Brigade d'Extrême-Orient, initialement prévue pour combattre en Birmanie, formée et instruite au combat de jungle à Madagascar depuis 1943 (trois bataillons d'infanterie renforcé du 41e RAC) ne pourra rejoindre l'Extrême Orient, les Américains refusant de voir la France reprendre pied dans cette partie de leur "empire colonial". Les tirailleurs seront licenciés et renvoyés chez eux. La Brigade d'Extrême Orient partira avec son effectif européen en décembre 1945.

### Le massacre de Thiaroye

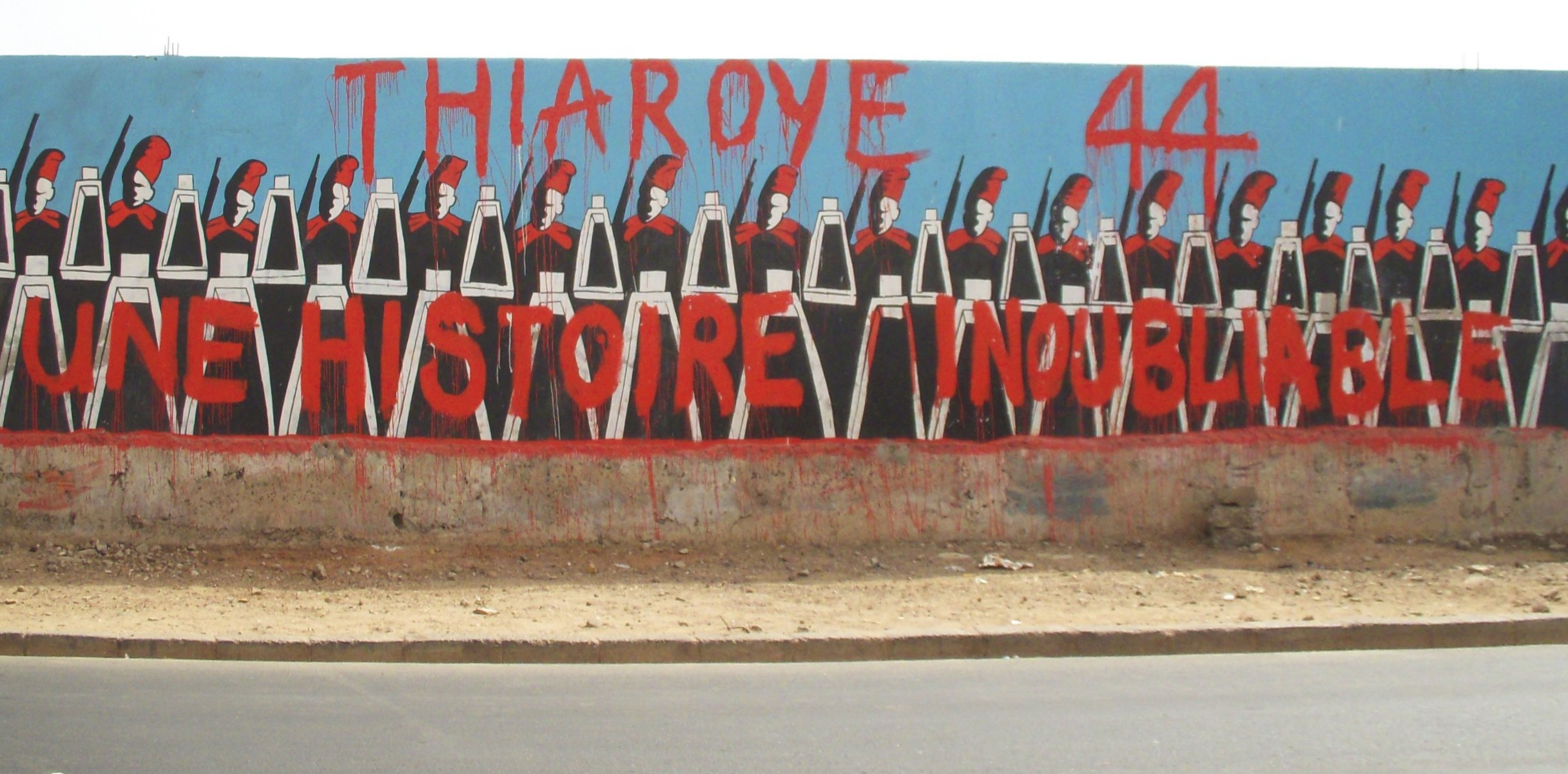
Fresque murale à Dakar commémorant le massacre de Thiaroye en 1944.

En novembre 1944, 1 280 tirailleurs sénégalais originaires de différents pays de l'Afrique-Occidentale française sont regroupés dans un camp de transit à une quinzaine de kilomètres du centre de Dakar. Ils se sont battus lors de l'offensive allemande de mai-juin 1940 et la plupart sont restés prisonniers des Allemands en France, employés comme travailleurs forcés dans des fermes ou des usines d'armement. Faisant partie des premiers prisonniers libérés, ils sont rapidement démobilisés mais sans que cela règle le problème de leurs indemnités et pensions. Dans le camp, une manifestation est organisée et le général Dagnan est chahuté. Celui-ci, en accord avec son supérieur le général Yves de Boisboissel, décide de faire une démonstration de force et envoie des gendarmes, renforcés de détachements de soldats indigènes issus des 1er et 7e régiment de tirailleurs sénégalais et du 6e régiment d’artillerie coloniale et de quelques blindés. Après deux heures et demie de discussion, l’ordre d’ouvrir le feu est donné, ce qui fait soixante-dix tués et autant de blessés graves, plus des centaines de blessés légers. Immédiatement, trois cents tirailleurs démobilisés sont extraits du camp pour être envoyés à Bamako. Trente-quatre survivants, considérés comme meneurs, sont condamnés à des peines de un an à dix ans de prison. Ils ont une amende de 100 francs de l'époque et perdent leurs droits à l'indemnité de démobilisation. Ils sont graciés en juin 1947, lors de la venue à Dakar de Vincent Auriol, président de la République, mais sans recouvrer leurs droits à leur retraite militaire.
En août 2004, à l'occasion du soixantième anniversaire du débarquement de Provence, la journée du 23 août est déclarée Journée du tirailleur sénégalais par le président du Sénégal Abdoulaye Wade (lui-même fils de tirailleur), qui invite les autres États d’Afrique d’où étaient originaires les tirailleurs et un représentant de l'État français, Pierre-André Wiltzer. Le massacre de Thiaroye y est commémoré. En septembre 2004, le gouvernement sénégalais institue par décret cette journée en journée commémorative annuelle.

### La révolte de Cayenne
Le 24 et le 25 février 1946, un événement surnommé « la révolte des tirailleurs sénégalais » se produit à Cayenne, lorsqu'une troupe de tirailleurs sénégalais, astreinte à des tâches ingrates, devient rapidement l'objet de moqueries de la part des Créoles guyanais. À la suite d'une altercation, certains tirailleurs se révoltent et sèment la terreur dans la capitale guyanaise. Le bilan est de sept morts. À l'origine, ce détachement était positionné en Guyane depuis septembre 1928 pour renforcer les effectifs de la gendarmerie locale.

## Après la Seconde Guerre mondiale

### Guerres de la décolonisation
Des tirailleurs interviennent comme force de l'Empire colonial français lors des guerres d'indépendance, particulièrement en Indochine (1945-1956), à Madagascar (1947) et en Algérie (1954-1962).

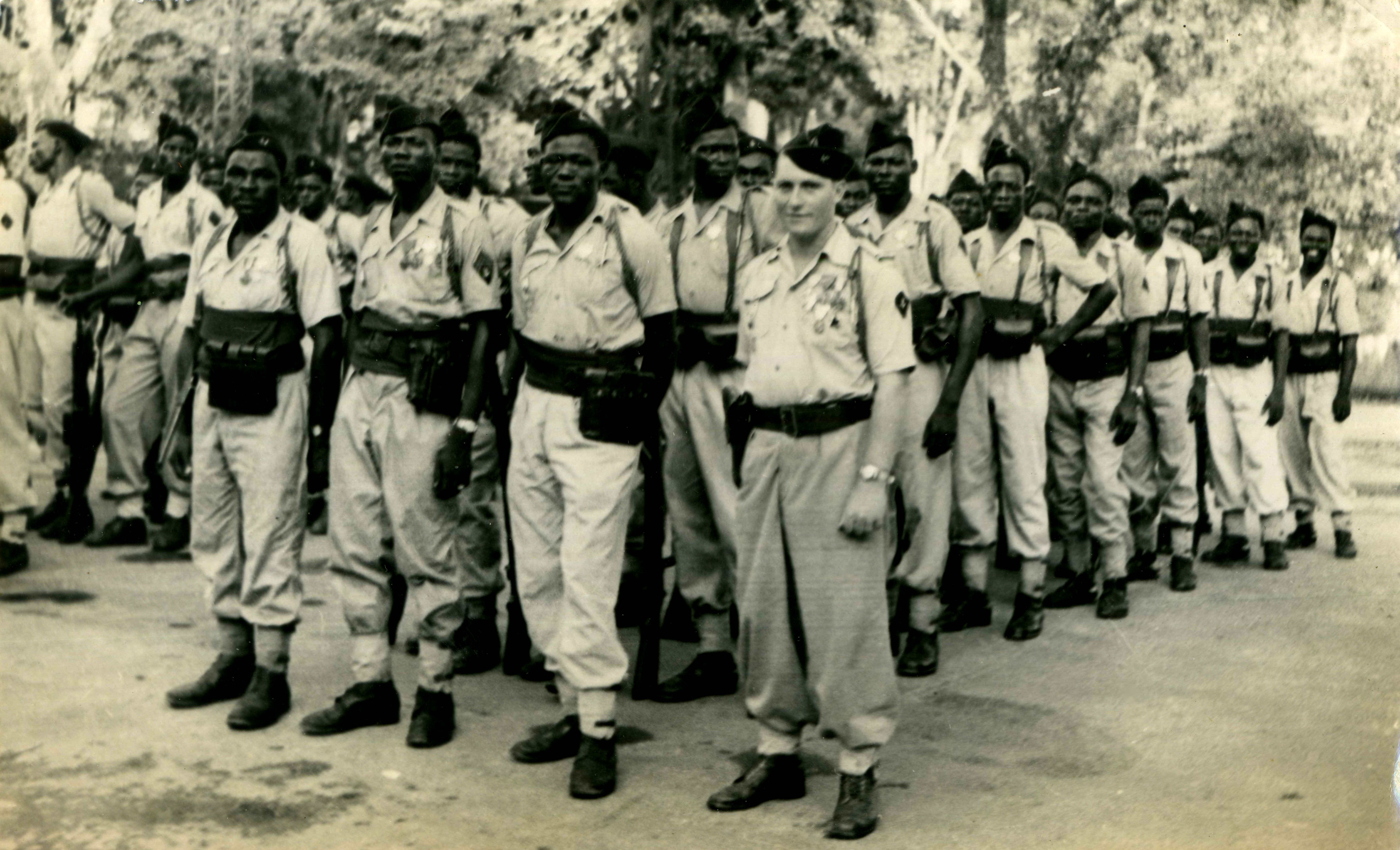
Second Bataillon du 24e Régiment de Marche de Tirailleurs Sénégalais RMTS.

En Indochine, ils furent 60 000 soldats africains à avoir combattu au sein du CEFEO (Corps Expéditionnaire Français d'Extrême-Orient) dans des conditions parfois éprouvantes du fait de l'humidité et du froid. L'effectif des tirailleurs sénégalais représentera 15 % des forces françaises engagées de 1947 à 1956. En 1946, l’état-major doutait de la loyauté de ces soldats dans une guerre coloniale. Craintes qui s'avèreront infondées, le taux de désertion sera l'un des plus faibles parmi les forces engagées. Les premiers tirailleurs sénégalais débarqueront en Indochine en 1947, ils viendront « noircir » les unités débarquées depuis fin 1945 très éprouvées par les combats de guérilla (BM/2 RIC, 6e RIC et 22e RIC). Le seul régiment de tirailleurs sénégalais formé en France métropolitaine sera le 24e RTS en 1947 à Perpignan, Carcassonne et Albi. Formé pour l'Indochine, il débarquera en décembre 1949. Suivront les 26e, 27e, 28e, 29e, 30e 31e et 31e BMTS en 1950, les BM13 RTS, BM1/AOF, BM2 ACF, BM3/ AOF GAC/AOF.
Ces bataillons seront employés à la garde des postes de la ligne de Lattre dans le delta du fleuve Rouge. Guerre d'usure sans engagements majeurs. La Légion, les parachutistes les commandos sont les unités d'élite. Toutefois, lorsqu'ils sont engagés, les tirailleurs sénégalais se comportent avec bravoure à Vĩnh Yên en 1950, Mao Khê 1951, Sontay 1951, Yen Vi 1953, Ðiện Biên Phủ 1953/1954, dans le Centre Annam 1954.

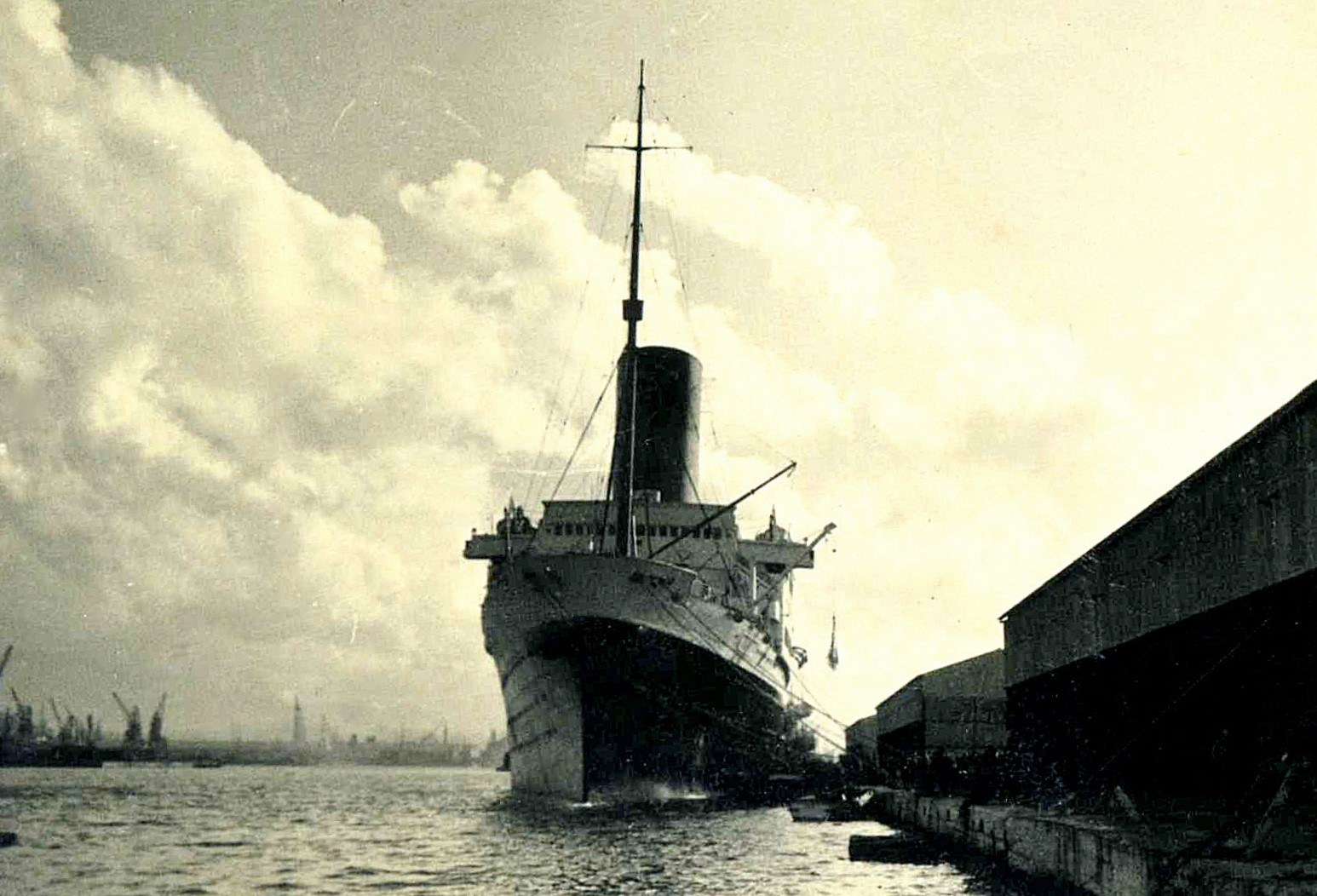
Le Pasteur, paquebot qui avait eu une vocation de transport de troupes pendant la Seconde Guerre mondiale, sera de nouveau affrété pour transporter en un minimum de temps (15 jours) 4 à 5 bataillons par rotation.

Les accords de Genève signés en 1954 marquent la fin de la guerre d'Indochine, bien que l'état de guerre soit maintenu jusqu'en mai 1955. Le 8 mai 1955, les derniers soldats africains (24e RTS au complet, légionnaires (13e DBLE) et algériens (21e RTA) quittent le Tonkin, sur le Pasteur qui après une escale au Cap Saint-Jacques pour débarquer des soldats et cadres devant continuer leur service en Extrême-Orient, fait mouvement sur Marseille où la troupe sera démobilisée au camp Sainte-Marthe. Il reste quelque 25 000 hommes dans la région de Saigon pour veiller à la sécurité des quelques 20000 français européens ou eurasiens qui y résident. Les dernières unités africaines embarquent en 1956 pour terminer leur temps de service en Algérie où des troubles ont éclaté depuis le 1er novembre 1954.
De 1954 à 1962, près de 15 000 hommes vont servir le plus souvent dans des unités mixtes européens-africains y compris dans les parachutistes. Ils représenteront 5 % des forces françaises engagées dans ce que l'on appellera plus tard la guerre d'Algérie. Les soldats africains faisaient l'objet d'une campagne de propagande de l'armée algérienne qui visait à semer le doute chez eux. À travers des pamphlets et des messages radiophoniques, l’ALN mettait en avant leur statut de sujets colonisés et leurs souffrances, leur sort incertain une fois démobilisés, dans un système colonial qui les dominait.

### Suppression des régiments
Les régiments de tirailleurs sénégalais sont transformés en régiments d’infanterie de marine en 1958 avant d’être définitivement supprimés entre 1960 et 19621965 pour les derniers soldats sous contrat. EN 1966 une manifestation de soldats guinéens en uniforme devant le palais de l'Élysée eut lieu, ces soldats voulaient rester français. Dernière manifestement de leur attachement à la France.

### Gel des pensions versées aux anciens tirailleurs
En plusieurs phases, la France a adopté après les indépendances de ses colonies un dispositif dit de «cristallisation», c’est-à-dire du gel de la dette contractée par l'Empire français et qui échoit à la seule métropole, par blocage de la valeur des points de pension à la valeur atteinte lors de l'accession à l'indépendance des pays, dont les anciens tirailleurs étaient ressortissants. Il concerne les Vietnamiens et Cambodgiens dès 1958 (article 170 de l’ordonnance du 30 décembre 1958 portant loi de finances pour 1959) puis les Tunisiens et Marocains en 1959 (article 71 de la loi de finances pour 1960 du 26 décembre 1959).
Les ressortissants du Sénégal, du Gabon, du Tchad et de Centrafrique sont concernés par la loi du 30 décembre 1974 sur la base d’une jurisprudence du Conseil d’État qui estimait que la loi de cristallisation de 1959 n’était applicable qu’aux nationaux des États « ayant appartenu » (et non appartenant) à l’Union ou à la Communauté française, qualité qu’ils ont conservée avec la Constitution de 1958 (CE Sect., 15 février 1974, Dame Veuve Tamba Samoura, Rec. p. 116). Après l’adoption de l’article 63 de la loi de 1974, le Conseil d’État a « neutralisé » la cristallisation à leur égard en l’absence de publication au Journal officiel des décrets de revalorisation (v. CE 7 juillet 1981, ministre du Budget c/Cissé, no 39835), ce qui conduire à l’adoption d’une seconde loi (article 22 de la loi de finances rectificative du 31 décembre 1981), fixant rétroactivement au 1er janvier 1975 l’entrée en vigueur de l’article 14 de la loi du 21 décembre 1979, pour leur appliquer la cristallisation (CE, 31 mai 1985, Mme Tine Khady née Dieng).
Après presque cinquante ans de contentieux, notamment l’arrêt Diop du Conseil d'État du 30 novembre 2001, et après la sortie du film Indigènes évoquant le rôle des troupes nord-africaines en Europe en 1943-1945, le Parlement français a finalement voté le 15 novembre 2006 la revalorisation des pensions des soldats des ex-colonies dans le cadre du budget 2007 des anciens combattants. « 84 000 -anciens combattants coloniaux de 23 nationalités devraient en bénéficier », s’ils se manifestent.
En janvier 2023, la France accepte de payer les pensions de minimum vieillesse aux derniers tirailleurs, environ une quarantaine tous âgés de plus de 90 ans, décidant de vivre à temps complet dans leur pays d'origine,.

### 2023: Aide exceptionnelle attribuée pour le retour au Sénégal d'une dizaine de tirailleurs
Début mars 2023, le secrétariat aux anciens combattants annonce le déblocage d'une aide exceptionnelle pour favoriser le retour au Sénégal d'une dizaine de tirailleurs âgés de 85 à 95 ans. Cette aide financera, à partir d'avril 2023, le voyage retour, le déménagement et la réinstallation des tirailleurs désireux de terminer leurs jours auprès de leurs proches au Sénégal.

## Le tirailleur dans l'imaginaire métropolitain
Dans la terminologie militaire, le nom de tirailleur possède une acception précise ; il n'a rien de péjoratif ni de méprisant : il désigne un « combattant qui progresse en ordre dispersé en tirant à plusieurs reprises, avec persistance. » Des formations prestigieuses de Gardes Impériales, française, allemande et russe comprenaient des unités de Tirailleurs. Cependant, cette appellation globalisante et imprécise s'avère être impropre, puisque les tirailleurs venaient en réalité de tous les pays africains, et pas uniquement du Sénégal (bien que les premiers régiments furent en effet, sénégalais). De plus, le tirailleur sénégalais porte des stéréotypes racistes via la caricature du Noir de l'époque (sourire niais, ami des enfants, donc grand enfant et incapable de s'exprimer correctement dans une langue française qu'il se doit pourtant de manier) et est le symbole du colonialisme (dans ce sens, certains[Qui ?] mettent en avant l'exemple de « L'ami Y'a bon »).
Le tirailleur sénégalais a parfois symbolisé la diversité culturelle et l'étendue de l'Empire colonial français. C'est ainsi que la marque Banania, dont le personnage emblématique avait d'abord été une belle Antillaise entourée de bananes, modifie son image en 1915, dans le contexte de la Première Guerre mondiale et porte son choix sur le tirailleur sénégalais dont plusieurs versions ont suivi, plus ou moins stylisées. En fait, l'expression « y'a bon » est caractéristique du « français-tiraillou », langue pratiquée par la plupart des tirailleurs africains, qui non francophones à l'origine, associent les quelques mots de français qu'ils ont appris pour les nécessités du service et du combat avec la syntaxe et les tournures idiomatiques des langues vernaculaires pratiquées en Afrique de l'Ouest.

## Décorations

### Drapeaux
- Drapeaux décorés de la Légion d'honneur[61].
  - 1er régiment de tirailleurs sénégalais (27/02/1913)[62]

### Première Guerre mondiale

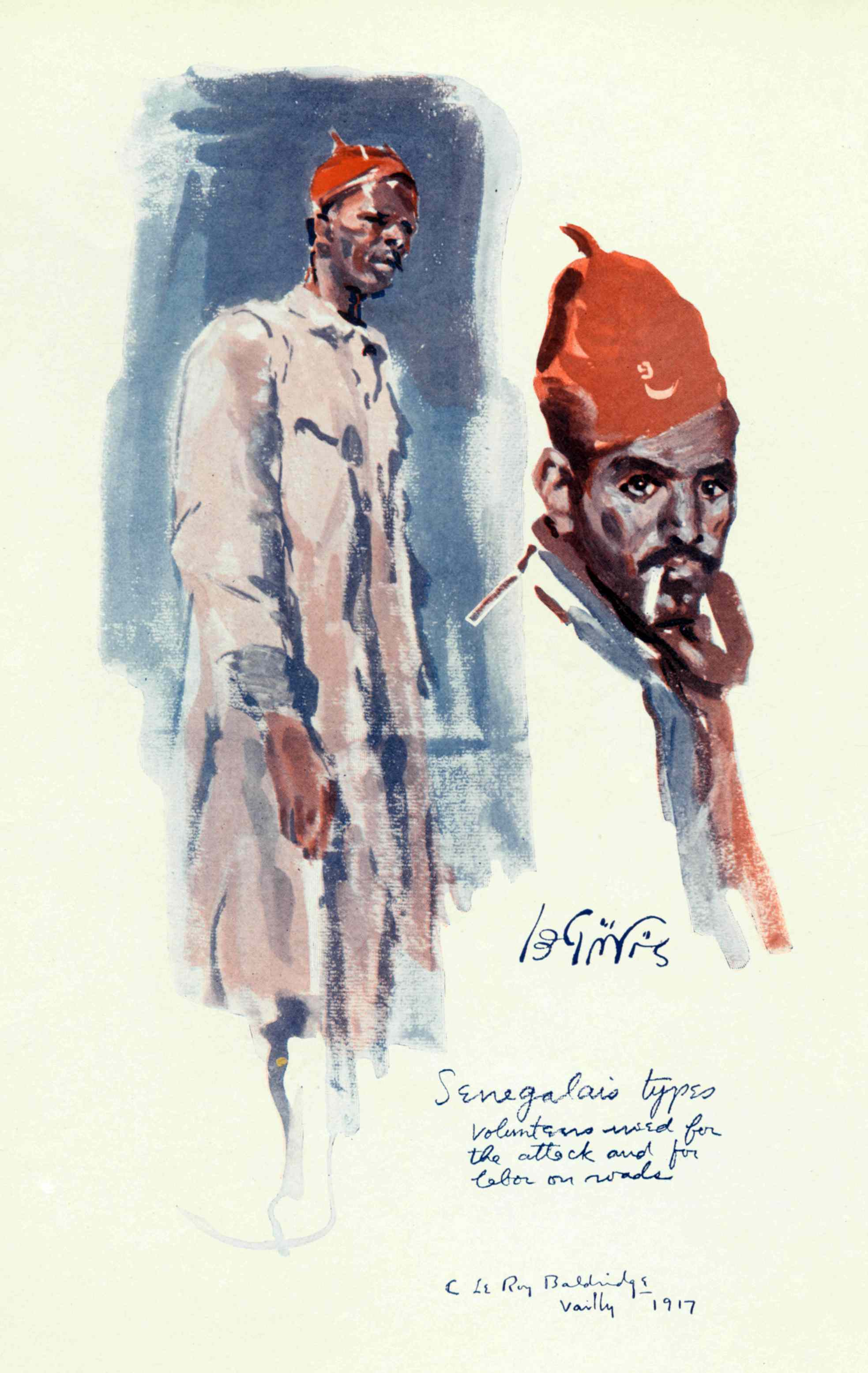
Tirailleurs Sénégalais en 1917, aquarelle du peintre américain Cyrus Leroy Baldridge, qui était à l'époque sur le front.

- 36 citations collectives à l'ordre de l'armée sont décernées aux bataillons de tirailleurs sénégalais. Sur un total de 89 bataillons combattants constitués, outre le 43e bataillon[63], qui obtient la fourragère aux couleurs de la médaille militaire pour ses 4 citations à l’ordre de l’armée, 8 bataillons ont obtenu la fourragère aux couleurs de la croix de guerre 1914-1918 (2-3 citations)[64]. La fourragère récompense les unités citées aux moins deux fois à l'ordre de l'armée.

- Fourragère aux couleurs du ruban de la Médaille militaire (4-5 citations à l'ordre de l'Armée)
  - 43e bataillon de tirailleurs sénégalais (après sa dissolution ses 4 citations sont conférées au 1er régiment de tirailleurs sénégalais)[65]

- Fourragère aux couleurs du ruban de la Croix de guerre (2-3 citations à l'ordre de l'Armée)
  - 27e bataillon de tirailleurs sénégalais
  - 36e bataillon de tirailleurs sénégalais
  - 53e bataillon de tirailleurs sénégalais
  - 61e bataillon de tirailleurs sénégalais
  - 62e bataillon de tirailleurs sénégalais
  - 64e bataillon de tirailleurs sénégalais
  - 68e bataillon de tirailleurs sénégalais
  - 69e bataillon de tirailleurs sénégalais

#### Citations militaires
«  Les Troupes Sénégalaises ont participé d'une façon particulièrement brillante aux opérations de la Grande Guerre. En plus des Sénégalais qui servaient sous nos Drapeaux au 2 août 1914, il n'a pas été recruté, de 1914 à 1918, moins de cent quatre-vingt mille militaires indigènes dans l'Ouest Africain, sur lesquels environ cent trente-cinq mille ont été transportés dans la Métropole. Nombreux sont les Bataillons Sénégalais qui ont été l'objet de citations collectives. Certains de ces Bataillons ont été supprimés. Il importe que le souvenir des hauts faits d'armes accomplis par nos Sujets Africains soit perpétué de façon concrète.
[…] le Drapeau du 1er Régiment de Tirailleurs Sénégalais pourrait porter la Croix de Guerre avec quatre palmes et la Fourragère aux couleurs du ruban de la Médaille Militaire, distinctions conférées au 43e Bataillon de Tirailleurs Sénégalais, unité indigène à laquelle ont été attribuées les plus hautes récompenses. La Légion d'Honneur a été décernée le 14 juillet 1913 au Drapeau du 1er Régiment de Tirailleurs Sénégalais pour reconnaître et récompenser les services rendus par les Sénégalais pendant la période d'expansion coloniale succédant à la guerre de 1870-1871. La Croix de Guerre et la Fourragère viendront reconnaître et récompenser les Troupes Sénégalaises pendant la guerre actuelle. Elles symboliseront le loyalisme et le courage de nos Sujets Africains. »
— Décision conférant la Croix de Guerre avec quatre palmes et la Fourragère aux couleurs de la Médaille Militaire au drapeau du 1er Régiment de Tirailleurs Sénégalais, Ordre Général N° 46 du Général de Division Bonnier, commandant Supérieur des Troupes du Groupe de l'AOF., 10 Juin 1919
«  Le 24 octobre 1916, renforcé du 43e bataillon sénégalais et de deux compagnies de Somalis, le [RICM] enlevé d’un admirable élan les premières tranchées allemandes ; a progressé ensuite sous l’énergique commandement du colonel Régnier, brisant successivement la résistance de l’ennemi sur une profondeur de deux kilomètres. A inscrit une page glorieuse à son histoire en s’emparant d’un élan irrésistible du fort de Douaumont, et conservant sa conquête malgré les contre-attaques répétées de l’ennemi. »
— Citation à l'ordre de l'Armée attribuée au Régiment d'infanterie coloniale du Maroc (RICM), ainsi qu'au 43e bataillon de tirailleurs sénégalais et au bataillon de somalis après la prise du Fort de Douaumont en octobre 1916

### Seconde Guerre mondiale
Au cours de la Seconde Guerre mondiale, un régiment et deux bataillons ont obtenu la fourragère aux couleurs de la croix de guerre 1939-1945 (2-3 citations). Le Bataillon de marche n° 2 fut la première unité de l'Armée de terre française à recevoir la croix de l'ordre de la Libération le 9 septembre 1942.
- Compagnon de la Libération
  - Bataillon de marche n° 2
- Fourragère aux couleurs du ruban de la Croix de guerre 1939-1945 (deux citations à l'ordre de l'Armée)
  - Régiment de tirailleurs sénégalais du Tchad
  - Bataillon de marche n° 2
  - Bataillon de marche n° 5

#### Citations à l'ordre de l'armée des unités composées de tirailleurs sénégalais

##### Autre hommage
« L'infanterie de la 8e DIC n'a jamais été battue. Tous ses mouvements de repli, imposés par la situation générale ont été exécutés sur ordre. Malgré les fatigues, les privations, le manque de sommeil, l'étendue des fronts, l'adversaire a toujours trouvé devant lui une barrière s'opposant à sa progression. Quand il a voulu la forcer, il a dû renoncer à sa tentative et a subi des pertes élevées. Le RIC du Maroc et le 26e RTS ont rempli leur devoir, tout leur devoir. Leur honneur militaire sort grandi de l'épreuve. Maintenant que les combats ont cessé, ils restent dans la tradition des troupes coloniales, en donnant l'exemple d'une force digne, cohérente, disciplinée, attirant le respect dû à ceux qui ont bien servi la patrie. »
— État Major de la 8e DIC, 27 juin 1940

## Hommages et monuments

### En France
Plusieurs monuments en France rendent hommage aux soldats de l'Afrique noire.

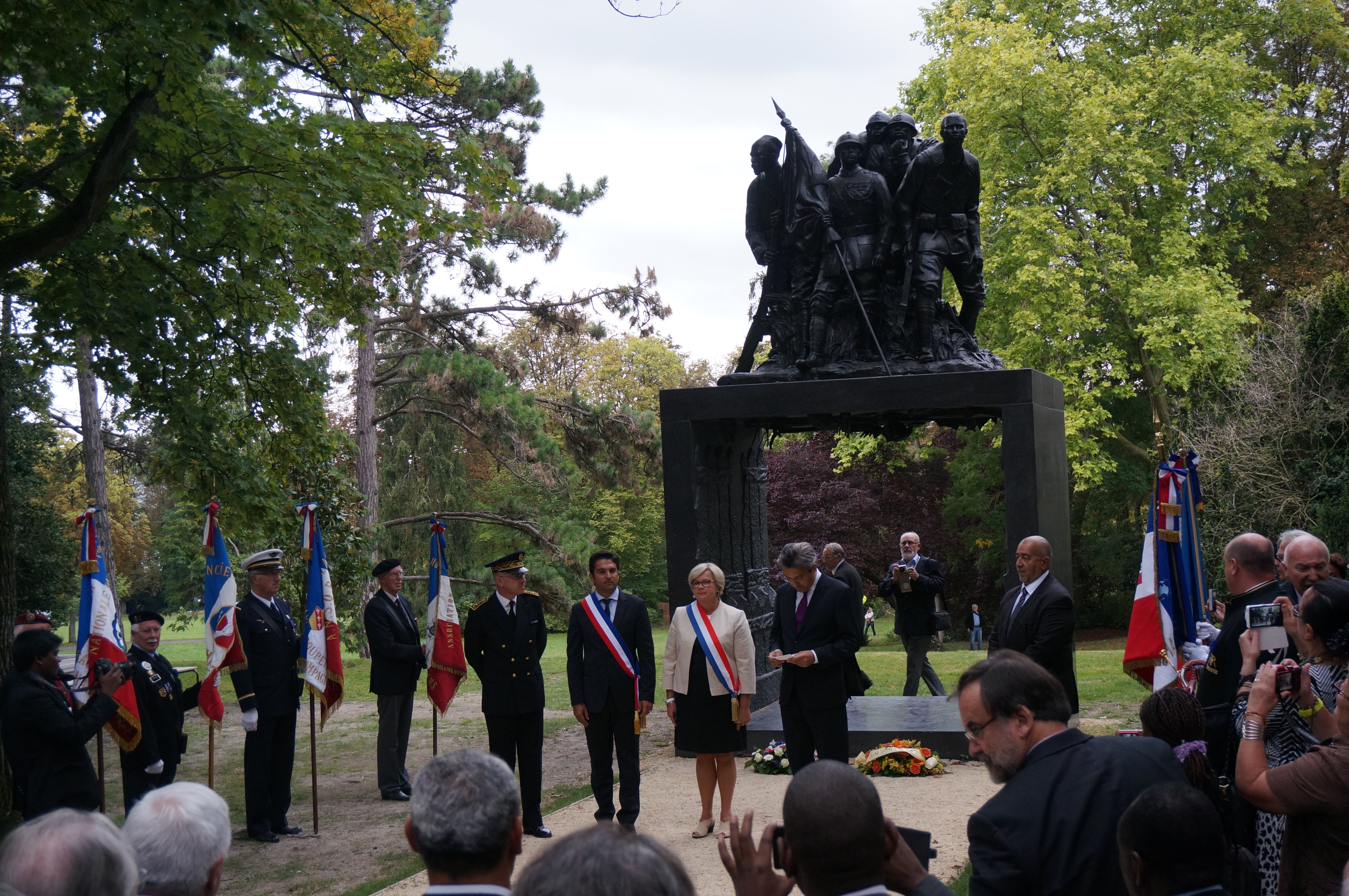
Monument aux héros de l'Armée noire (2013), Reims.

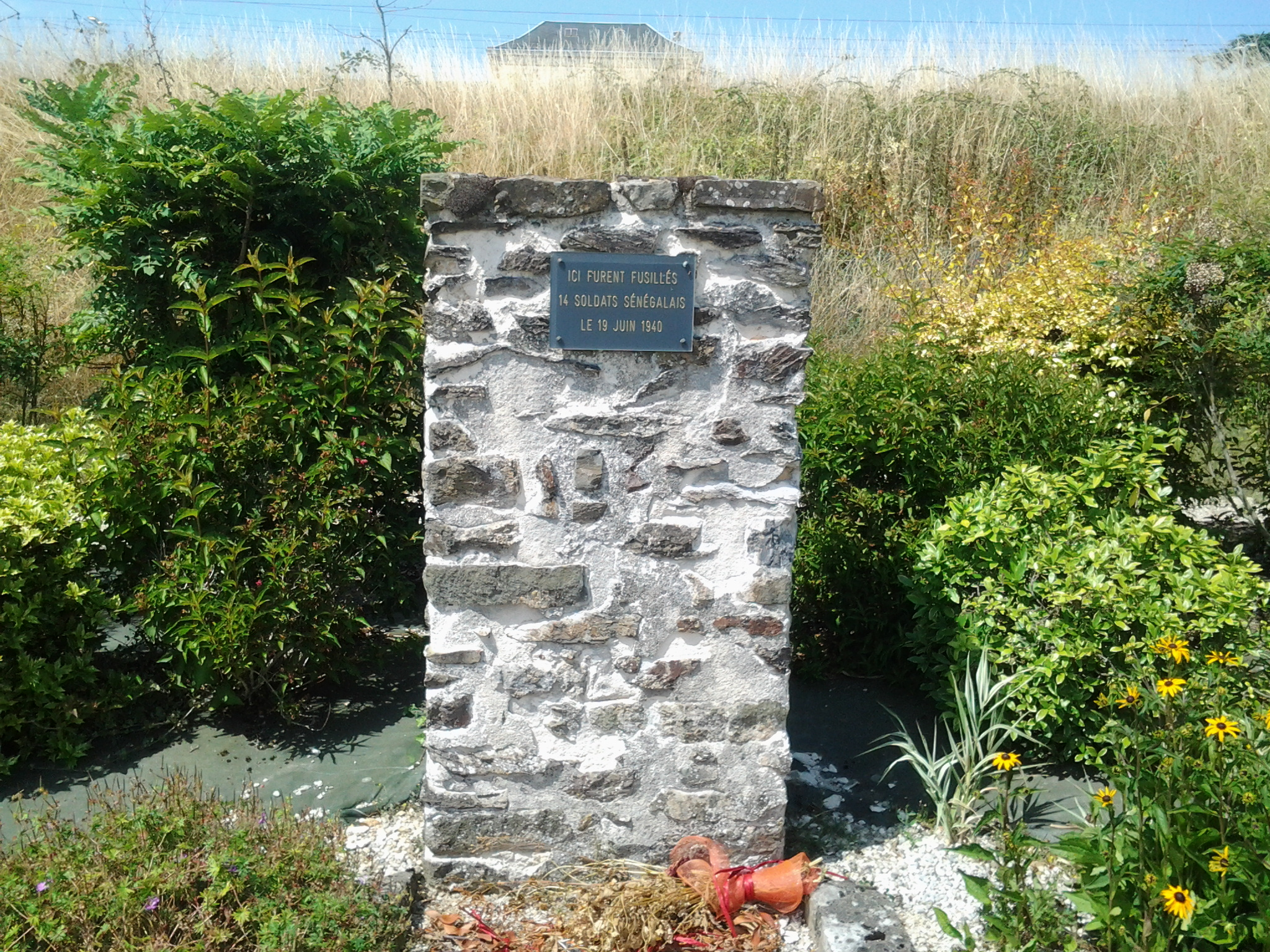
Plaque commémorant le massacre de quatorze soldats Sénégalais tués par les Allemands le 19 juin 1940, derrière la gare de Sillé-le-Guillaume.

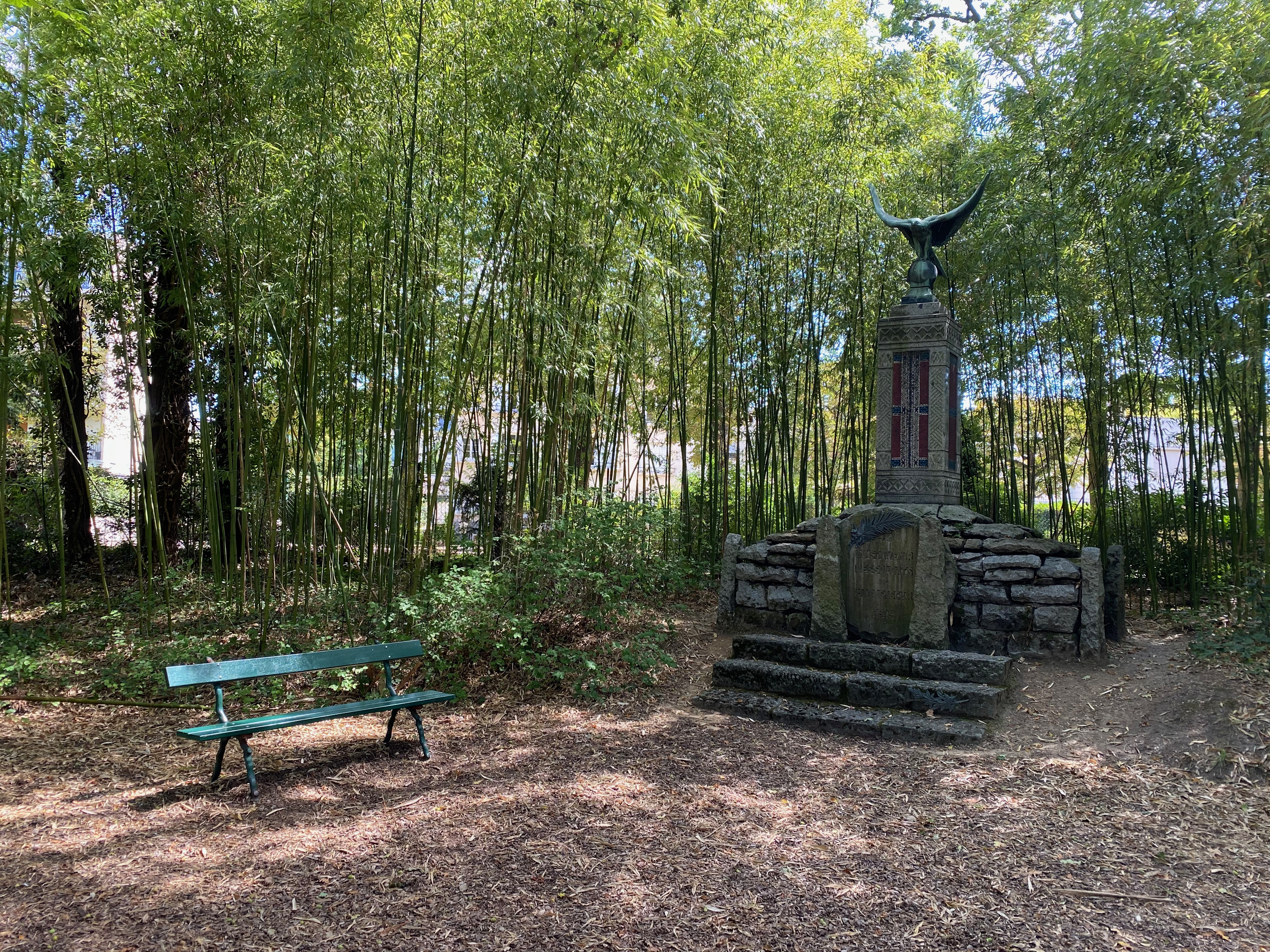
Monument au souvenir des soldats de Madagascar, Jardin d'agronomie tropicale de Paris.

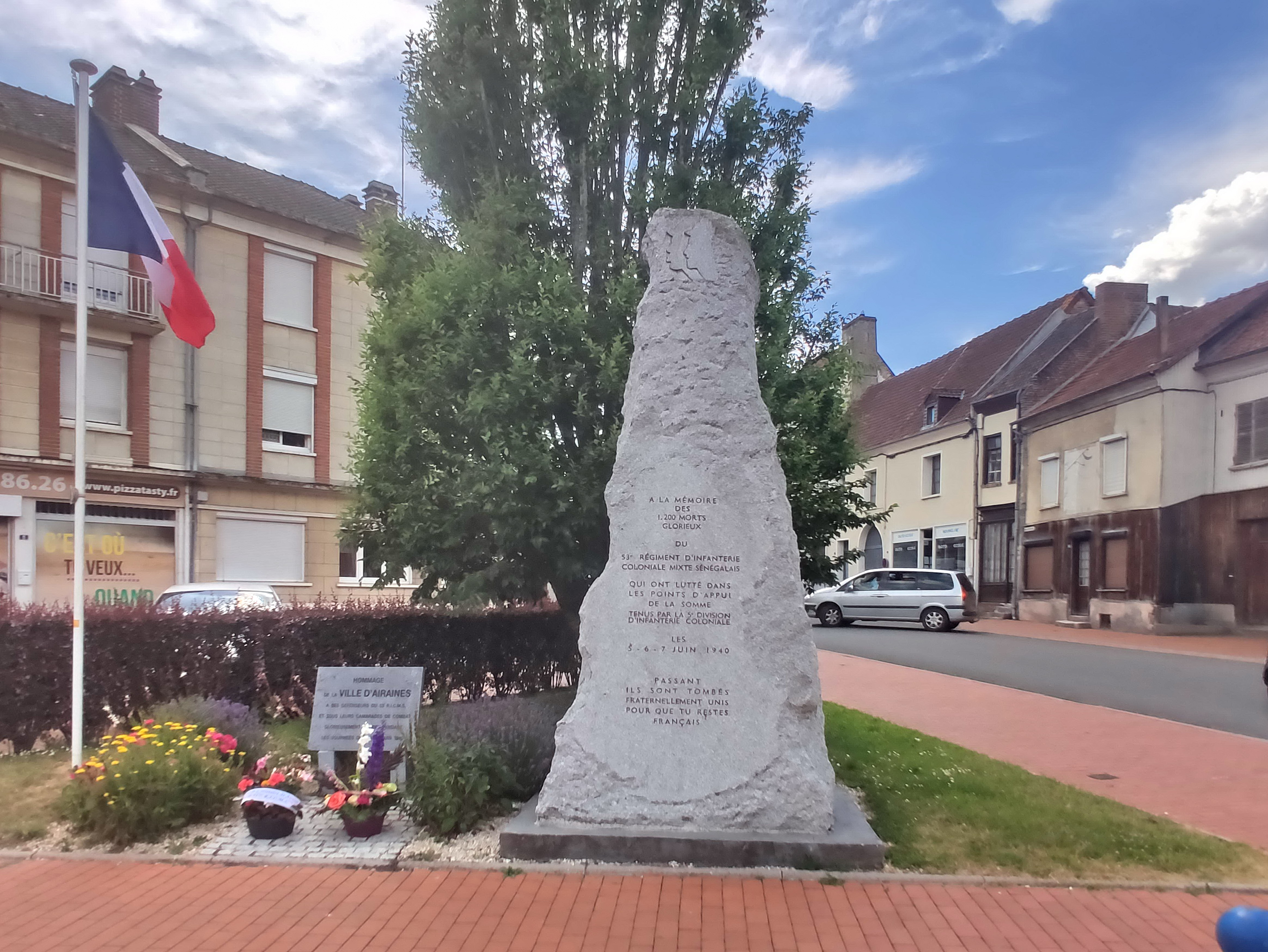
Stèle au 53e RICMS à Airaines (Somme).

- En 1924, la ville de Reims construit le Monument aux héros de l'Armée noire, inauguré le 13 juillet 1924 par Édouard Daladier, ministre des Colonies, pour rendre hommage aux soldats noirs qui ont défendu la ville en 1918[67],[68].
- 1930, inauguration à Fréjus de la Mosquée Missiri soudanaise qui servait de lieu de culte aux soldats présent dans les camps de transition ou les garnisons de Fréjus. Classée monument historique, cette mosquée est aujourd'hui désaffectée.

- 15 mars 1941 à Sillé - le - Guillaume (Sarthe), sont inhumés en présence des autorités d'occupation et du Préfet qui en avait donné l'ordre : 14 artilleurs coloniaux exécutés derrière la gare le 19 juin 1940 puis enterrés dans une fosse commune. Un monument ( Stèle) rappelle les faits.

- En 1942, est inauguré dans le Rhône, le Tata de Chasselay, nécropole bâtie sur le modèle d'une mosquée soudanaise. Y reposent 196 soldats coloniaux dont 188 issus de l'Afrique sub-saharienne pour la plupart exécutés le 20 juin 1944 après capture. Le Tata de Chasselay est depuis les années soixante devenu nécropole nationale.
- En 1951, est inauguré à Perpignan un monument aux morts, œuvre des sculpteurs François Vanczak (prix de Rome) et Mauréso. Monument érigé par souscription privée à l'initiative des anciens des 4e et 5e DIC (16e, 24e RTS - 44e RICMS, 53e RICMS). Bronze représentant deux visages de soldats, l'un africain, l'autre européen unis dans la souffrance. Projet initié en 1942 il verra sa concrétisation en décembre 1951 grâce aux dons des vétérans, des régiments coloniaux et de plusieurs gouverneurs de l'Afrique Occidentale Française. Monument dédié aux 24e RTS et 44 RICMS partis de Perpignan, dont plusieurs centaines de tirailleurs furent exécutés à Aubigny (Somme), Erquinvillers, Cressonsacq, Saint-Aubin-sous-Erquery, Rémécourt, et Lamécourt.

- Au Jardin tropical de Paris (qui avait accueilli l'exposition coloniale de 1907) dans le bois de Vincennes, se trouvent deux monuments construits après la Première Guerre mondiale :
  - Le monument aux soldats noirs[69],
  - Monument au souvenir des soldats de Madagascar.

- Deux monuments dans le Var rappellent l'engagement dans les deux guerres, de nombreuses troupes coloniales ayant participé au Débarquement de Provence en 1944.[réf. souhaitée]
  - le Mémorial à l'Armée d'Afrique, à Saint-Raphaël (Var) érigé en 1975.
  - le Mémorial de l'Armée noire, à Fréjus (Var), érigé en 1994 devant la plage. Fréjus abrite également le Musée des Troupes de marine.

Par ailleurs, la ville de Bandol a dénommé la place située devant la mairie « Place des Libérateurs africains » où est apposée une plaque portant les noms de cinq combattants originaires d’Algérie morts en août 1944 lors de la libération de la ville
- À Menton (Alpes-maritimes), un « Mémorial du Tirailleur » a été inauguré dans le carré d'Orient du cimetière du Trabuquet, le 1er novembre 2012.
- Un panneau a été installé en 2014 sur le site de la nécropole nationale du Natus, à La Teste-de-Buch (Gironde), recensant les noms des 940 soldats africains qui y sont inhumés[71].
- Un monument rendant hommage au 61e bataillon de tirailleurs sénégalais a été inauguré en mai 2015 à Merfy (Marne).
- En 1992 au bois d'Eraine, commune de Cressonsacq (Oise) est inaugurée une stèle à la mémoire des huit officiers des 16e et 24e RTS exécutés d'une balle dans la tête le 11 juin 1940 lors du massacre du bois d'Eraine, 24 heures après leur capture. Les noms de deux tirailleurs inhumés tout près en 1940 sont également présents sur ce monument.
- Sur la côte sud de L'Île-d'Yeu, face au lieu du naufrage, une stèle[72] honorant la mémoire de 198 tirailleurs sénégalais a été inaugurée en 2017. Elle est l'œuvre du sculpteur Arnaud Kasper[73]. Ces soldats sont morts dans le torpillage, par un sous-marin allemand, du paquebot Sequana qui les transportait depuis Dakar en juin 1917, alors qu’ils rejoignaient le front français.
- A Airaines (Somme), une stèle en hommage au 53e RICMS est placée sur la place devant l'hôtel-de-ville.

- Une stèle est installée à Sarcelles, aux abords de la gare RER de Garges-Sarcelles

- En septembre 2021, la ville de Pierrefitte-sur-Seine inaugure une Place des Tirailleurs africains[74]
- En décembre 2021, la ville de Paris nomme une de ses places la place des Tirailleurs-Sénégalais, dont l'inauguration officielle est prévue le 10 mars 2023
- près du cimetière de Lectoure, dont le carré militaire comprend les tombes de 73 tirailleurs décimés par la « grippe espagnole », le rond-point est nommé le 10 septembre 2022 en l'honneur du 141e bataillon de tirailleurs sénégalais[75].

Par ailleurs, le Mémorial de la France combattante inauguré en 1960 au Mont Valérien compte deux tirailleurs sénégalais parmi les 17 personnes inhumées.

### Au Sénégal
- À Dakar , Place du Tirailleur, se trouve le monument aux morts Demba et Dupont. La statue en bronze représente Demba, tirailleur sénégalais, et Dupont, poilu français[77].

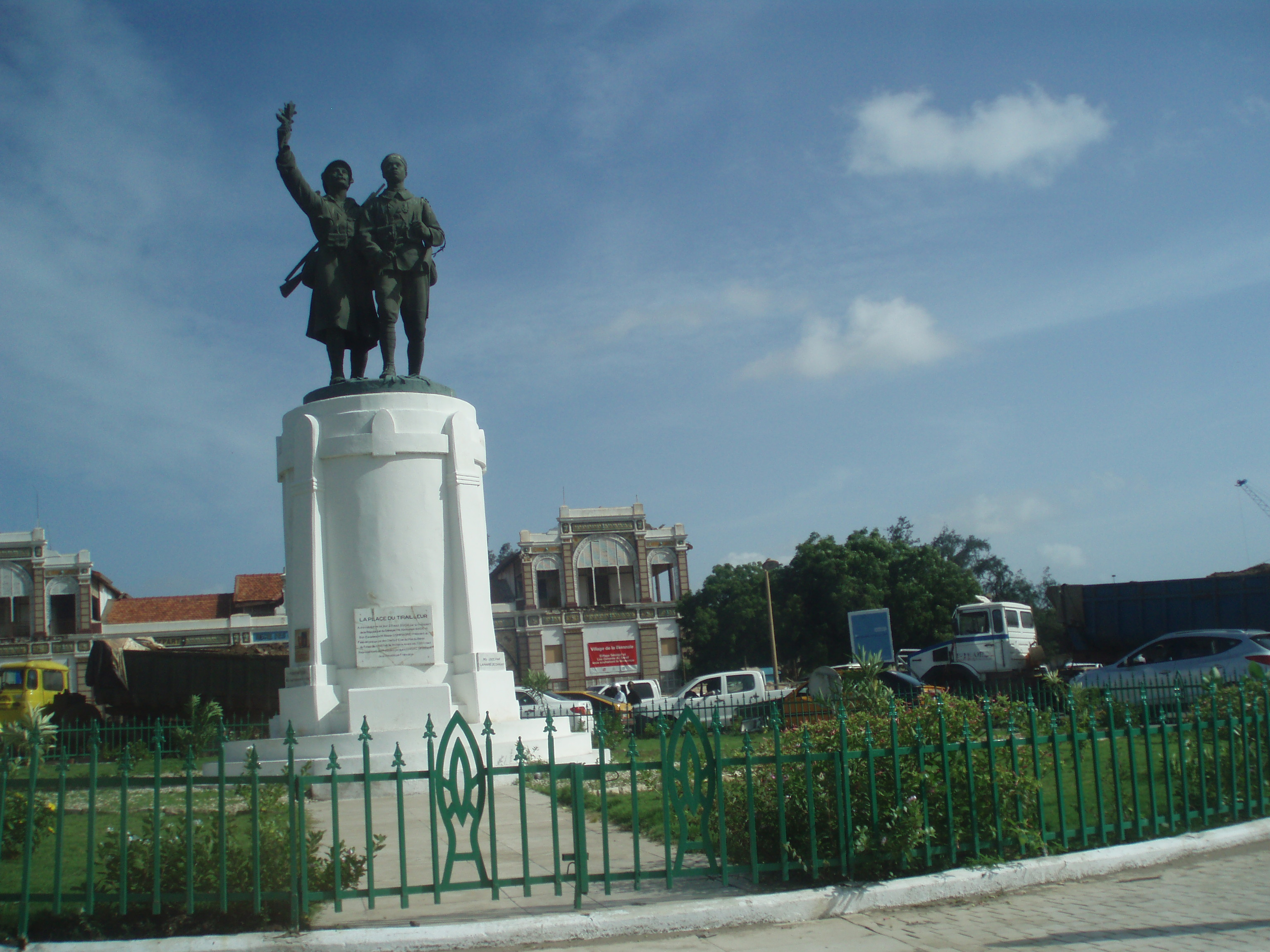
Monument aux morts Demba et Dupont à Dakar

### Au Mali

Place de la liberté - Bamako

À Bamako, fut inauguré en 1924 un jumeau du Monument aux héros de l'Armée noire de Reims. Contrairement au premier qui a été détruit par les Allemands en 1940, celui du Mali est toujours en place.[réf. souhaitée]

### Roman
- Diop, David, Frère d'âme : roman, Paris, Seuil, coll. « Cadre rouge », 2018, 174 p. (ISBN 978-2-021-39824-3).

### Témoignages et essais historiques
- Charles Onana, Noirs Blancs Beurs 1940-1945 : Libérateurs de la France (préface de Richard Bohringer), Duboiris, 2006
- Charles Onana, La France et ses tirailleurs, Duboiris, 2003
- Charles Victor Berger, Considérations hygiéniques sur le bataillon de Tirailleurs sénégalais, Université de Montpellier, Thèse de médecine, 1868, 68 p.
- Lucie Cousturier, Des inconnus chez moi (Tirailleurs sénégalais), Paris, 1920, 292 p.
- Aissatou Diagne, Le Sénégal et la guerre d’Indochine : Récit de vie de Vétérans, Dakar, Université Cheikh Anta Diop, 1992, 179 p. (Mémoire de maîtrise)
- Raymond Escholier, Avec les tirailleurs sénégalais : 1917-1919 : lettres inédites du front d'Orient, Paris, l'Harmattan, 2013, 2 vol. (248, 284 p.) (ISBN 978-2-343-01431-9)
- Marcel-Eugène Lacaze, Les guerres européennes et le Tirailleur sénégalais, Imprimerie Victor Cambette, coll. « thèse pour le doctorat en médecine de la Faculté de médecine et de pharmacie de l'Université de Bordeaux », 7 mai 1920 (lire en ligne)
- Lieutenant-Colonel Charles Mangin, La Force noire, Librairie Hachette et Cie, 1910 (lire en ligne), lire en ligne sur Gallica

### Monographies
- Pierre Bouvier, La longue marche des tirailleurs sénégalais. De la Grande Guerre aux indépendances, Humensis, 2018, 264 p. (lire en ligne)
- Joe Lunn, L'odyssée des combattants sénégalais : 1914-1918, Portsmouth (N.H.), Heinemann, 2014, XVIII-312 p. (ISBN 978-2-343-04934-2)
- Anne Cousin, Retour tragique des troupes coloniales : Morlaix-Dakar, 1944, Paris, l'Harmattan, 2011, 93 p. (ISBN 978-2-296-55001-8)
- Asma Feddal, L'histoire oubliée des Tirailleurs sénégalais de la Seconde Guerre mondiale, IEP Aix-Marseille et UMR 5609 ESID CNRS (Montpellier III), DEA histoire militaire, sécurité et défense, 2000 memoireonline.com, puis Éditions Le manuscrit, 2005
- Alexandre, Rodolphe, La révolte des tirailleurs sénégalais à Cayenne : 24-25 février 1946, Paris, Ed. l'Harmattan, 1995, 158 p. (ISBN 978-2-738-43330-5, OCLC 464208568)
- Chantal Antier-Renaud et Christian Le Corre (iconographie), Les soldats des colonies dans la Première Guerre mondiale, Rennes, Ouest-France, 2014, 127 p. (ISBN 978-2-737-36312-2, OCLC 887599367)
- Éric Deroo et Antoine Champeaux, La Force noire. Gloire et infortunes d'une légende coloniale, Paris, Éditions Tallandier, 2006, 223 p..  (ISBN 2847343393)
- Julien Fargettas, «La révolte des tirailleurs sénégalais de Tiaroye. Entre reconstructions mémorielles et histoire», Vingtième Siècle, revue d'histoire, 2006/4, no 92, p. 117-130 voir sur cairn.info
- Julien Fargettas, Les tirailleurs sénégalais : les soldats noirs entre légendes et réalités, 1939-1945, Paris, Éditions Tallandier, 2012, 381 p. (ISBN 978-2-847-34854-5).
- Manchuelle, François et François Manchuelle, Soldats d'infortune : les tirailleurs ivoiriens de la deuxième guerre mondiale, Paris, L'Harmattan, 1996, 271 p. (ISBN 978-2-738-44049-5, OCLC 36893187, lire en ligne)
- Jean-Yves Le Naour, La honte noire : L'Allemagne et les troupes coloniales françaises 1914-1945, Paris, Hachette Littératures, coll. « La vie quotidienne », 2003 (ISBN 978-2-012-35674-0, OCLC 417564450) books.google.fr
- Armelle Mabon, Prisonniers de guerre ""indigènes"" visages oubliés de la France occupée, Paris, La Découverte, 2010 (réimpr. 2019), 297 p. (ISBN 978-2-707-15078-3).
- Mouragues, Jean-François, Une histoire oubliée : Perpignan 1923-1940, le 24ème Régiment de tirailleurs sénégalais : marche sempre mai morirem, Perpignan, Cap Béar éd., 2012, 147 p. (ISBN 978-2-350-66111-7, OCLC 887458005)
- Mouragues, Jean-François, Soldats de la République : les tirailleurs sénégalais dans la tourmente : France mai-juin 1940, Paris, L'Harmattan, coll. « Historiques », 2010 (ISBN 978-2-296-12578-0, OCLC 717456850)
- Henriette Marième Niang, Les soldats sénégalais de l’armée coloniale française en Indochine, Dakar, Université de Dakar, Mémoire de Maîtrise, 1986.
- Samb, Fayez, La patrouille du caporal Samba : tirailleurs sénégalais à Lyon, Paris, L'Harmattan, coll. « Patrouille du Caporal Samba », 2003, 58 p. (ISBN 978-2-747-55115-1, OCLC 54079107)
- Thiébaud, Eric (introduction) et Raffael Scheck, Une saison noire : les massacres des tirailleurs sénégalais : mai-juin 1940, Paris, Tallandier, 2007, 287 p. (OCLC 422132495) books.google.fr
- Brahim Senouci, préface de Stéphane Hessel, Algérie, une mémoire à vif: Ou le caméléon albinos, L'Harmattan, 2008 books.google.fr
- Ministère de l'Éducation nationale, Enseigner la mémoire, Les anciens combattants indigènes de la 2e guerre mondiale lire en ligne

### Historiques des bataillons de Tirailleurs sénégalais pendant la Grande Guerre
- Historique du 2e Régiment de Tirailleurs sénégalais, 1892-1933, Paris, 1934, 208 p.* Historique du 10e Bataillon de Tirailleurs sénégalais, 4 et 8 rue Thuillier, Oran, Imprimerie Typographique et Lithographique L. Fouque, 1920 (lire en ligne)
- Historique du 17e Bataillon de Tirailleurs sénégalais, Paris, Librairie Chapelot, 1920 (lire en ligne)
- 13e Bataillon de Tirailleurs sénégalais, Historique de 1914 à 1919, Casablanca, Imprimerie Rapide, G. Mercié & Cie, 1920 (lire en ligne)

## Filmographie

### Documentaires
- Document audiovisuel sur l'exposition La France d'outre-mer dans la guerre au Grand Palais en 1945, Les Actualités Françaises, 26 octobre 1945, 2 min 36 s Institut national de l'audiovisuel
- Éric Deroo, L'histoire oubliée : soldats noirs, Les Films du Village, ADAV, Paris, 1985-2003, 52 min (DVD)
- Patrice Robin, Fahim Feddal et Evelyne Berruezo, Le Tata, 1992, 60 min tirailleurs-senegalais
- Christian Richard, Pour mémoire, production Handicap International, 1992, 52 min
- Rachid Bouchareb, Série Frères d'armes
- Didier Bergounhoux et Claude Hivernon, La Reconnaissance. Anciens combattants, une histoire d'hommes, moyen métrage, 2005 africiné
- Dario Arce et Rafael Gutierrez, Le Tata sénégalais de Chasselay, Mémoires du 25e RTS, Productions Chromatiques, TLM, 2007, 52 min
- Théogène Karabayinga, Mémoires de tirailleurs - Les anciens combattants d'Afrique noire racontent..., Frémeaux et Associés, 2010 (triple CD)
- Abdoulaye, le clip du groupe Les Ducs, sur le dernier Tirailleur sénégalais, Abdoulaye N'Diaye qui s'est éteint à 104 ans, le 10 novembre 1998 dans son village de Thiowor, la veille de recevoir sa légion d'honneur.
- Le Blanchiment des troupes coloniales, de Jean-Baptiste Dusséaux (France 3, Toute l'Histoire, 2015)
- Florida Sadki, Tirailleurs, une mémoire à vif. 5e Planète, 2010, 52 min
- Thiaroye 44 - Enquête sur un massacre, de François-Xavier Destors et Marie Thomas-Penette, 2022 (56 minutes - Couleur et Noir & Blanc)[78]

### Fictions et docu-fiction
- Mathieu Vadepied, Tirailleurs, 2022, 109 min (avec notamment, Omar Sy et Alassane Diong)
- Simon Rouby, Adama, 2015, 85 min, film d'animation français.
- Thomas Lemoine, Au soldat inconnu, les enfants de la Résistance, 2011, 35 min.
- Thomas Lemoine, Au soldat inconnu, le débarquement de Provence, 2009, 15 min.
- Rachid Bouchareb, Indigènes, 2006, 2 h 8 min (avec, notamment, Jamel Debbouze, Samy Naceri, Roschdy Zem) présentation en ligne
- Ousmane Sembène, Camp de Thiaroye, 1988, 147 min books.google.fr
- Pierre Javaux, Les Enfants du pays ou la balade des Tirailleurs, France, 2006 (avec Michel Serrault) Afrik.com
- Tirailleurs, je vous chante! Poème écrit par l'écrivain- poète Cheikh Tidiane Gaye, à la mémoire des Tirailleurs sénégalais lors de la cinquantième commémoration du débarquement en Provence.

### Théâtre
- Un jour j'irai à Détroit, 2020 : pièce mêlant trois histoires vraies, écrite par David Desclos, Stomy Bugsy et mise en scène Dominique Coubes. Avec Stomy Bugsy, David Desclos, Cyril Guelle[79].
- Brazza-Ouidah-Saint-Denis, 2021 : pièce racontant comment la mémoire a été (ou n'a pas été) transmise aux jeunes générations descendantes de tirailleurs sénégalais de la Seconde Guerre mondiale, texte et mise en scène d'Alice Carré. Avec Loup Balthazar, Claire Boust, Eliott Lerner, Josué Ndofusu, Kaïnana Ramadani, Basile Yawanke[80].